# البندقية
اَلْبُنْدُقِيَّةُ (بالإيطالية: Venezia - ڤينيتسيا، وباللغة البندُقية Venesia «ڤينيزيا»، وبالألمانية: Venedig - ڤانَادِيخ) هي مدينة بشمال إيطاليا وعاصمة إقليم فينيتو وعاصمة مقاطعة البندقية. تعد مدينة البندقية أكبر مدينة بالإقليم من حيث عدد السكان والمساحة. يقدر عدد سكانها 271 ألف نسمة. تتكون المدينة من جزئين منفصلين وهما الوسط (الذي يحتوى على بحيرة تحمل نفس الاسم) وميسترى والمنطقة اليابسة. ظلت المدينة لأكثر من ألف عام عاصمة «جمهورية فينيسيا» وكانت تعرف باسم ملكة البحر الأدرياتيكي.
نظراً لتراثها الحضاري والفني، ومنطقة البحيرات التي بها، تعد المدينة من أجمل مدن العالم التي ترعاها منظمة اليونسكو الأمر الذي جعلها ثاني مدينة إيطالية بعد روما من حيث ارتفاع نسبة التدفق السياحي من أنحاء مختلفة من الخارج.
المدينة عبارة عن عدة جزر متصلة ببعضها عن طريق جسور وتطل المدينة على البحر الأدرياتيكي. تعتبر المدينة من أهم المدن الإيطالية ومن أكثر المدن جمالاً في إيطاليا لما تتمتع به من مباني تاريخية يعود أغلبها إلى عصر النهضة في إيطاليا وقنواتها المائية المتعددة ما يجعلها فريدة من نوعها على مستوى العالم.
المركز التاريخي للمدينة يقع على مساحة لأربعة كيلو مترات من اليابسة على 118 جزيرة من منطقة الفينيتو الشاطئية. المنظر الفريد من نوعه والكنوز الفنية الموجودة تجعل منها مدينة مميزة في العالم. تجتازها أكثر من 150 قناة[ ؟ ].
تنقسم البندقية إلى 6 مقاطعات وهي بالليرينو وبادوا وروفيجو وفينيسيا وفيرونا وفيسنزا.
كانت البندقية تتمتع بحكم ذاتي أثناء العصور الوسطى وما بعد ذلك وكانت تسمى جمهورية البندقية (بالإنجليزية: Republic Of Venice) وتعد من أهم مرافئ أوروبا تجاريا أثناء الحملات الصليبية وتتمتع بقوة بحرية هائلة.
خلال الحملة الصليبية الرابعة التي دعا لها بابا الفاتيكان أنوسنت الثالث في عام 1189 قام حاكم البندقية الدوق إنريكو داندولو صفقة مع الصليبيين فوافق على تدبير سفن لهم إذا هم ساعدوا البنادقة في احتلال بلدة زارا في إقليم دالماتيا الكرواتي فقبل الصليبيون وتم الاستيلاء على زارا وفي عام 1202 عاد الدوق لاستغلال الصليبيين لتحقيق أغراضه فبدلاً من نقلهم إلى القدس عاصمة فلسطين اتجه بسفنهم إلى القسطنطينية عاصمة الإمبراطورية البيزنطية حيث كان الإمبراطور إسحاق أنجليوس قد خلع عن العرش لأنه كان يشجع تجارة البندقية مع الشرق وقد نجح الدوق إنريكو داندولو في إعادة الإمبراطور إلى العرش بيد أن ثورة عنيفة لم تلبث أن نشبت في المدينة لقي فيها أنجليوس مصرعه.
و قد نجح داندولو في الاستيلاء على أفضل المواقع التجارية للبندقية فبعد احتلاله أهم الجزر في بحر إيجة وسيطرته على مضيق البوسفور ومضيق الدردنيل جعل جمهورية البندقية واحدة من أقوى الدول بأساً في أوروبا.

## أصل الاسم
كان اسم فينسيا يستخدم في بداية الأمر للإشارة إلى جميع أراضي الإقليم قبل فترة الحكم الروماني، يظهر ذلك في التقسيم الإدارى الأغسطسى بإيطاليا في القرن السابع بعد الميلاد حيث كانت تشكل هي وشبه جزيرة استريا جزءاً من إقليم ريجو. هذا وقد أستمر استخدام الاسم تحت الحكم البيزنطي الذي كان يطلق عليها اسم «فينيتيكا» أو باللاتيني فينيتيا البحرية. وبعد ذلك أطلق الاسم على دوق البندقية وأخيرا تم إطلاق الاسم على عاصمتها. ومن الملاحظ أن المركز التاريخي وحد في فترة متأخرة سكان الجزر. هذا وتوجد خصوصية لذلك الاسم حيث أنه اسم جمع. ربما يرجع هذا لأن المدينة ساهمت في توحيد أكثر من جزيرة واندماجهم سويا. ظهر اسم الإقليم في الوثائق القديمة بصيغة المفرد، لكن عند الإشارة إلى المدينة يلزم اسم الجمع. وخلال فترات الحكم العربي أطلق عليها العرب اسم «البندقية» نسبة إلى لقب «بونودوتشيا» (الدوقية الجميلة).

## الجغرافيا

### أراضي الإقليم

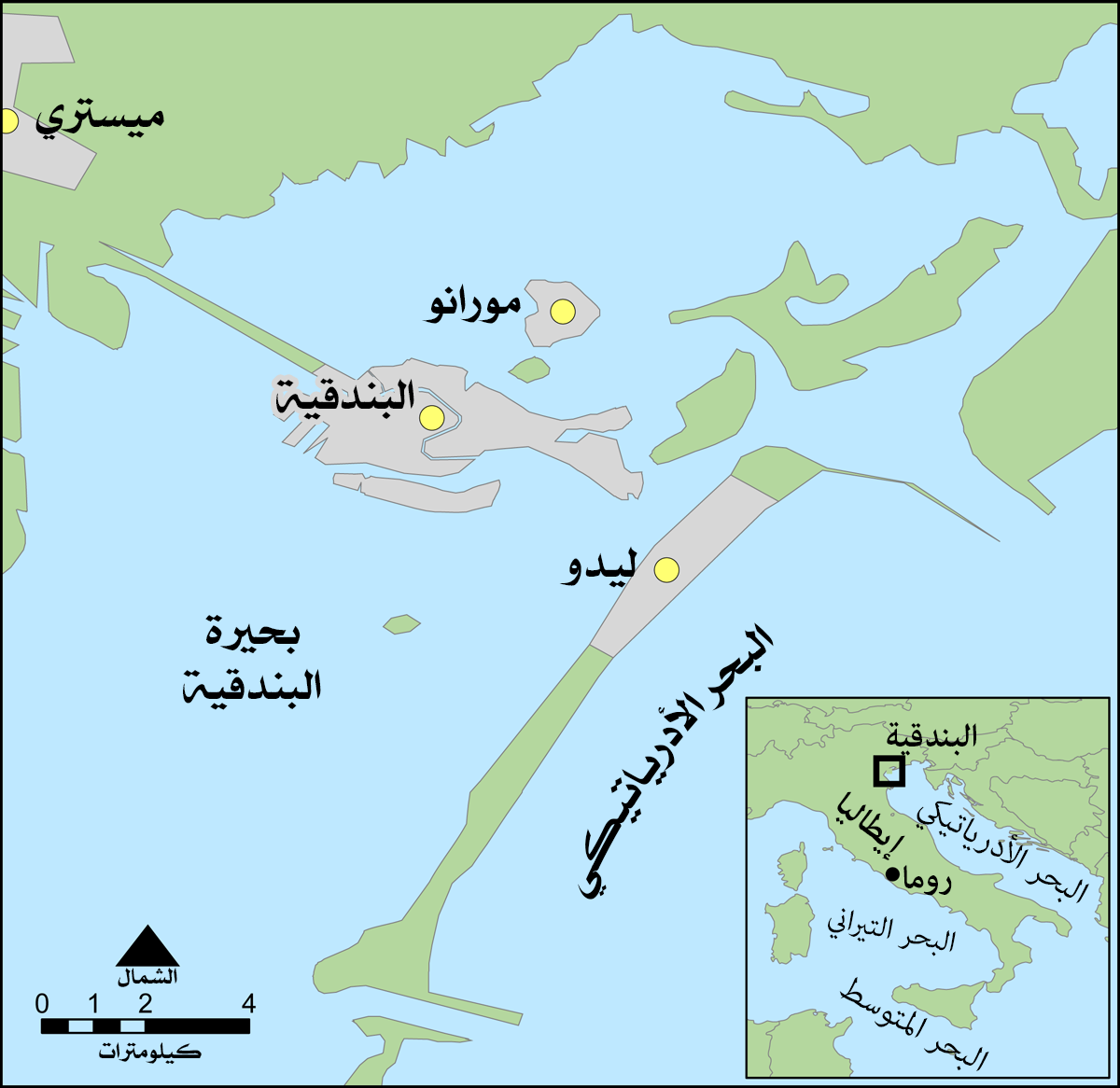
موقع البندقية في إيطاليا

تنقسم المدينة إداريا إلى ست بلديات. يظهر هذا بشكل واضح في المركز التاريخي والجزر والجزء اليابس. يقع المركز التاريخي وسط بحيرة تحمل نفس الاسم بإجماليي 118 جزيرة متصلة ببعضها البعض بأكوام من الخشب. سمحت هذه الجزر بوجود حياة حضرية في هذه المدينة. بعض هذه الجزر مرتبطة فيما بينها في حين أن البعض الآخر يبدو أكثر شتاتا. يبلغ مساحة المركز التاريخي إلى نحو 797,96 هكتار الأمر الذي يجعله أحد أكبر المراكز التاريخية في إيطاليا وأوروبا. وعند حساب إجمالي مساحة المدينة والتي تشمل جزيرتي مورانوا وبورانو، وبعد استبعاد المياة الداخلية تصل إجمالي المساحة إلى نحو 1688,91 هكتار.
ينقسم المركز التاريخي إلى ست مناطق: سان ماركو ووسان باولو وسانتا كروتشه ودورسودورو وكاستيلو وكانيراجو. تقع الأحياء القديمة الست على طول القناة العظمى، والتي تعد الطريق المائي الرئيسي حيث يتفرع منها ما يقرب من 158 قناة مائية صغيرة. توجد عدة جزر مُختلفة في المركز التاريخي في منطقة البحيرة (بعضها غير مأهول بالسكان)، نذكر من بينها جزيرتي مورانو وبورانو المشهورتين بصناعة الزجاج[ ؟ ] والتطريز وجزيرة تورشيللو وسانت أرازمو وجزيرة باللسترينا وجزيرة الليدو التي تتميز بطولها والتي تحتوي على مُنتجعات صيفية. يوجد في المنطقة اليابسة مركزان كبيران وهما مدينة ميستري وحي مرجيرا علاوة على جزر صغيرة جدا. حقق هذان المركزان تقدمًا بعد الحرب العالمية الثانية واللذان يعدان متنفسا لزيادة رقعة المدينة التي ليس بها مساحة للبناء. تحوي المنطقة اليابسة على ثُلثان سُكان المدينة. وفيما يتعلق بالزلازل، تصنف فينسيا بكونها في المنطقة 4 أي أن نسبة الزلازل تكون مُنخفضة بها.

### المناخ
للبندقية مناخ مناخ رطب شبه مداري تبعاً لتصنيف كوبن للمناخ، ذو شتاء بارد وصيف دافئ للغاية. ويشبه مناخ فينسيا مناخ سهل بادانا. فنظرا لقرب المدينة من البحر فإنها تمتاز بمناخٍ لطيفٍ حيث تبلغ أدنى درجات الحرارة في فصل الشتاء إلى (3 درجات مئوية) وأقصى درجة حرارة في فصل الصيف تصل إلى (24 درجة مئوية في المتوسط) ويمكن اعتبار المدينة منطقة ارتكاز بين المناخ القاري ومناخ البحر المتوسط. تصل الأمطار إلى ذروتها في فصلي الربيع والخريف، كما توجد عواصف صيفية متكررة. لا تهطل الثلوج في الشتاء على نحوٍ منتظم (عادةً ما تذوب بسرعة). فدرجات الحرارة تصل للتجمد في أوقات الليل وكذلك الأماكن الداخلية في منطقة البحيرة. قد يسبب ارتفاع نسبة الرطوبة في وجود ضباب في شهور الشتاء، واختناق في الشهور الحارة.
الرياح الرئيسة التي تسيطر في فصلى الربيع والشتاء هي رياح بورا. كما تهب رياح شيروكو (Scirocco) في فصل الصيف ورياح ليبتشوا (Libeccio)، والتي تُسمى محليا رياح كاربين Garbin) ولكنها أقل تأثيرا. تقع مدينة فينسيا، من وجهة النظر المناخية، تحت (حزمة المناخ E) بدرجة حرارة تصل إلى 2.345 درجة يوميا، إذا فأقصى حد المسموح به لإشعال السخانات هو 14 ساعة يوميا من يوم 15 أكتوبر وحتى 15 أبريل.
| البيانات المناخية لـالبندقية (1971–2000)          | البيانات المناخية لـالبندقية (1971–2000) | البيانات المناخية لـالبندقية (1971–2000) | البيانات المناخية لـالبندقية (1971–2000) | البيانات المناخية لـالبندقية (1971–2000) | البيانات المناخية لـالبندقية (1971–2000) | البيانات المناخية لـالبندقية (1971–2000) | البيانات المناخية لـالبندقية (1971–2000) | البيانات المناخية لـالبندقية (1971–2000) | البيانات المناخية لـالبندقية (1971–2000) | البيانات المناخية لـالبندقية (1971–2000) | البيانات المناخية لـالبندقية (1971–2000) | البيانات المناخية لـالبندقية (1971–2000) | البيانات المناخية لـالبندقية (1971–2000) |
| الشهر                                             | يناير                                    | فبراير                                   | مارس                                     | أبريل                                    | مايو                                     | يونيو                                    | يوليو                                    | أغسطس                                    | سبتمبر                                   | أكتوبر                                   | نوفمبر                                   | ديسمبر                                   | المعدل السنوي                            |
| ------------------------------------------------- | ---------------------------------------- | ---------------------------------------- | ---------------------------------------- | ---------------------------------------- | ---------------------------------------- | ---------------------------------------- | ---------------------------------------- | ---------------------------------------- | ---------------------------------------- | ---------------------------------------- | ---------------------------------------- | ---------------------------------------- | ---------------------------------------- |
| متوسط درجة الحرارة الكبرى °م (°ف)                 | 6.6 (43.9)                               | 8.6 (47.5)                               | 12.5 (54.5)                              | 16.1 (61.0)                              | 21.5 (70.7)                              | 24.9 (76.8)                              | 27.7 (81.9)                              | 27.5 (81.5)                              | 23.5 (74.3)                              | 18.0 (64.4)                              | 11.6 (52.9)                              | 7.4 (45.3)                               | 17.2 (63.0)                              |
| المتوسط اليومي °م (°ف)                            | 3.3 (37.9)                               | 4.7 (40.5)                               | 8.3 (46.9)                               | 12.0 (53.6)                              | 17.1 (62.8)                              | 20.5 (68.9)                              | 23.0 (73.4)                              | 22.6 (72.7)                              | 18.9 (66.0)                              | 13.8 (56.8)                              | 7.8 (46.0)                               | 4.0 (39.2)                               | 13.0 (55.4)                              |
| متوسط درجة الحرارة الصغرى °م (°ف)                 | −0.1 (31.8)                              | 0.8 (33.4)                               | 4.1 (39.4)                               | 7.8 (46.0)                               | 12.7 (54.9)                              | 16.1 (61.0)                              | 18.3 (64.9)                              | 17.7 (63.9)                              | 14.3 (57.7)                              | 9.6 (49.3)                               | 4.0 (39.2)                               | 0.6 (33.1)                               | 8.8 (47.8)                               |
| الهطول مم (إنش)                                   | 47.0 (1.85)                              | 48.3 (1.90)                              | 48.8 (1.92)                              | 70.0 (2.76)                              | 66.0 (2.60)                              | 78.0 (3.07)                              | 63.9 (2.52)                              | 64.8 (2.55)                              | 72.0 (2.83)                              | 73.5 (2.89)                              | 65.5 (2.58)                              | 50.6 (1.99)                              | 748.4 (29.46)                            |
| متوسط أيام هطول الأمطار (≥ 1.0 mm)                | 6.0                                      | 5.2                                      | 5.7                                      | 8.3                                      | 8.2                                      | 8.6                                      | 5.9                                      | 6.1                                      | 5.9                                      | 6.7                                      | 5.8                                      | 5.9                                      | 78.3                                     |
| متوسط الرطوبة النسبية (%)                         | 81                                       | 77                                       | 75                                       | 75                                       | 73                                       | 74                                       | 71                                       | 72                                       | 75                                       | 77                                       | 79                                       | 81                                       | 75.8                                     |
| ساعات سطوع الشمس الشهرية                          | 80.6                                     | 107.4                                    | 142.6                                    | 174.0                                    | 229.4                                    | 243.0                                    | 288.3                                    | 257.3                                    | 198.0                                    | 151.9                                    | 87.0                                     | 77.5                                     | 2٬037                                    |
| المصدر: MeteoAM (بيانات الشمس والرطوبة 1961–1990) |                                          |                                          |                                          |                                          |                                          |                                          |                                          |                                          |                                          |                                          |                                          |                                          |                                          |

| يناير            | فبراير           | مارس             | أبريل             | مايو              | يونيو             | يوليو             | أغسطس             | سبتمبر            | أكتوبر            | نوفمبر            | ديسمبر            | السنة             |
| ---------------- | ---------------- | ---------------- | ----------------- | ----------------- | ----------------- | ----------------- | ----------------- | ----------------- | ----------------- | ----------------- | ----------------- | ----------------- |
| 9.9 °م (49.8 °ف) | 8.7 °م (47.7 °ف) | 9.9 °م (49.8 °ف) | 13.5 °م (56.3 °ف) | 18.6 °م (65.5 °ف) | 23.4 °م (74.1 °ف) | 25.4 °م (77.7 °ف) | 25.4 °م (77.7 °ف) | 23.6 °م (74.5 °ف) | 19.3 °م (66.7 °ف) | 16.0 °م (60.8 °ف) | 13.2 °م (55.8 °ف) | 17.2 °م (63.0 °ف) |

### المياه العالية
تشير كلمة أكوا ألتا المياه العالية إلى منطقة البحيرات والتى يتضح بها ظاهرتا المد والجزر الأمر الذي يتسبب في غرق المنطقة الحضرية.هذه الظاهرة متكررة خاصة في فصلى الخريف والربيع، عندما يصل المد والجزر إلى ذروته متسببا في غرق جزء لا بأس به من المدينة الأمر الذي يجعل من الصعب التنقل بين الشوارع والساحات.
ترجع ظاهرة المد والجزر إلى عاملين رئيسين وهما: التناوب المنتظم لظاهرة المد والجزر مع حالة الجو التي تتكون من مزيج من الرياح والضغط على المنطقة البحرية.فالمد والجزر فقط لا ينتج عنهما مياه عالية، بل تراكم هذه العوامل مع بعضها يؤدى إلى وصول المياه في أقل فرصة للتنبؤ.إن ارتفاع المياه فوق مستوى المد والجزر ظاهرة طبيعية في حوض مغلق مثل البحر الأدرياتيكى والرياح التي تهب ليست رياح بورا الشائعة في فينسيا بل رياح شيروكوا التي تضرب طول البحر الأدرياتيكى.كما أدى التنقيب عن البترول وتعميق الموانى (الذي رفع من نسبة امتزاج المياه بين البحيرة والبحر) من تضخيم الظاهرة التي كانت في الماضي حدثا طارئا على المدينة.كما أدت أيضا أعمال تجفيف المستنقعات بالبحيرة لبناء مناطق صناعية إلى التقليل من اجتياح البحيرة وتعديل سير المد والجزر.ومن أجل مواجهة هذه الظاهرة يتم إنشاء «مشروع موسى» منذ عام 2003 الذي يحتوى على سلسلة من الحواجز المتنوعة التي ترتكز على مداخل موانئ البحيرة.

## التاريخ

### تاريخ قديم

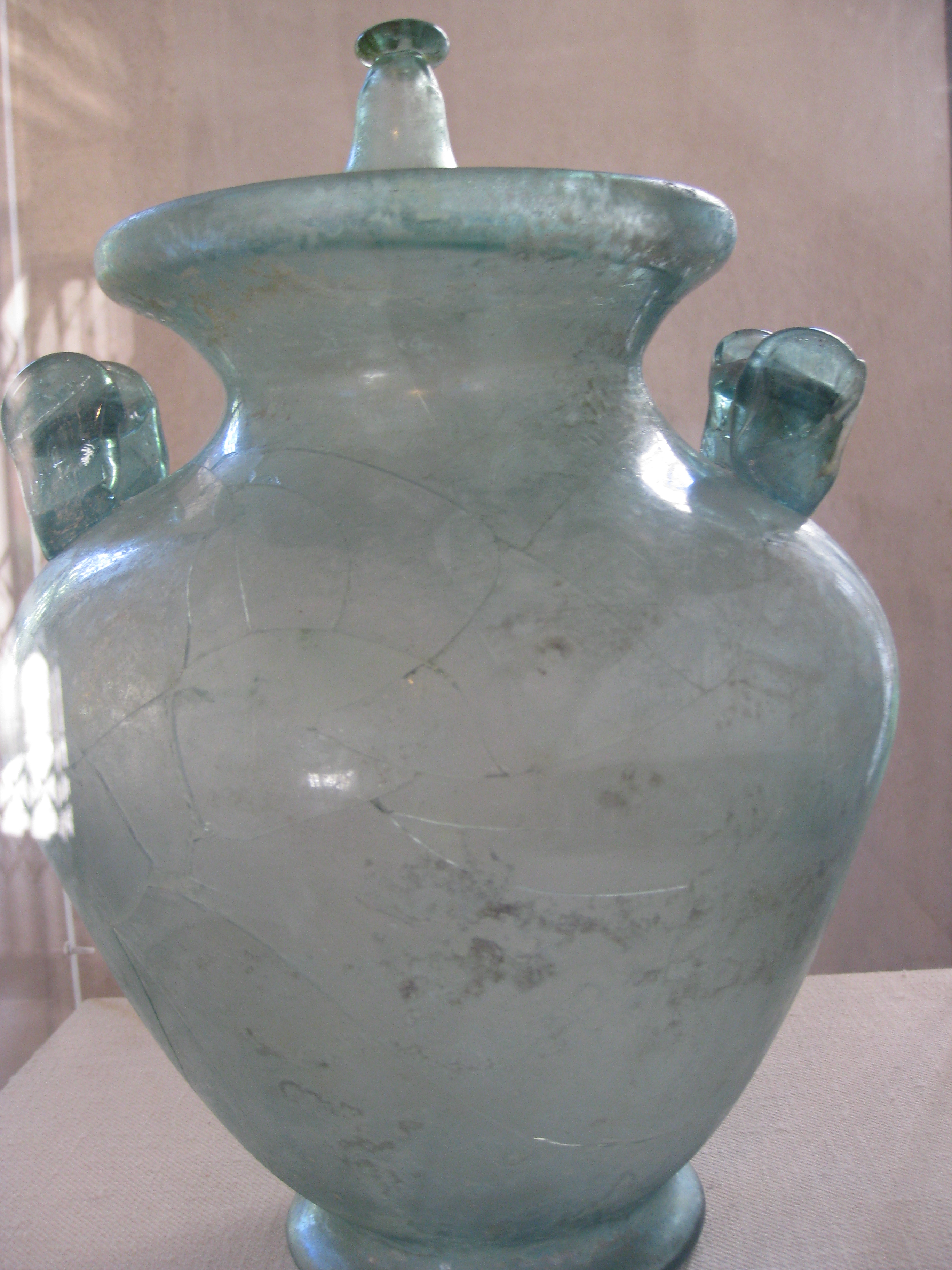
جرة تعود للقرن الأول ميلادي

نشأت مدينة البندقية عام 800 قبل الميلاد في بيئة «نهرية تنتشر بها المستنقعات» ويعتقد أنه كان هناك تجمعات بشرية منذ عصور ما قبل التاريخ نظرا لغناها بالثروات. فقد كانت المدينة قائمة على الصيد البري والبحري. كانت الحضارة في عصر ما قبل الحضارة الرومانية، أي في عهد الفينيقيين القدماء، راسخة بشكل جيد في منطقة شعبها قائم على صيد الأسماك وإنتاج الملح والنقل البحري وأنشطة أخرى ذات صلة بالتجارة. كما كانت المدينة مركزا للاتصال التجاري الذي يربط المدينة بوسط وشمال أوروبا.ففى هذه الفترة تطورت بعض المستعمرات.هذا وقد عزز قدوم الرومان[ ؟ ] من هذا الموقع كما عززها أيضا نظام الموانئ، في حين أن المناطق النائية قد تم استصلاحها وهذا شئ واضح للعيان، أيضا في تنظيم الطرق أصبحت المدينة وفقا «لكرونيكون ألتيناتا» أول مستعمرة في منطقة ريالتو وذلك في يوم الخامس والعشرين من شهر ديسمبر عام 402 م وبمباركة من كنيسة سان جاكوميتوا التي تقع على ضفاف القناة العظمى.سعى سكان المنطقة اليابسة للفرار في أعقاب موجات مختلفة من غزوات البربر[ ؟ ] التي كانت تتم في القرن الخامس من قبل الهون عام 452 ومن اللومبارديين عام 568.

### العصورالوسطى
على أية حال فإن البندقية تبدو الآن وكأنها مجموعة من المستوطنات الصغيرة غير المتجانسة.
تم إعطاء أهمية كبرى للمناطق المجاورة مثل تورشيللو، أميانا، ميتاماكو.في الوقت نفسه نقلت إلى منطقة البحيرة أكبر المعاهد الدينية مثل معهد البطريرك أكوييلا أجرادو، ومعهد الأسقف ألتينو أتورشيلو.
اتحدت المدينة مرة ثانية مع جميع إيطاليا عام 554 تحت إمبراطورية أغسطس وظهر من جديد غزو اللومبارديين عام 568.فقد البيزنطيون أجزاء كبيرة من المدينة واحتفظوا فقط بالشريط الساحلي. في هذا الوقت أصبح اسم فينيسيا، الذي كان يشير إلى جميع أنحاء المدينة تقريبا، يشير فقط إلى منطقة البحيرة.
في عام 697 نشأت «البندقية» كدولة مستقلة على يد الحاكم البيزنطي لرافينا، وكانت عاصمتها «إراكليانا» ثم «ماتيماوكو». في أعقاب محاولة غزو على يد شارلمان، أصبحت «ريالتو» عام 821 عاصمة «دوق فينيسيا» ثم أصبح اسم الإقليم والدولة فينيسيا.
أدى التقارب مع الإمبراطورية الفرنسية والعلاقات المتميزة مع الشرق البيزنطى، والقسطنطينة إلى جعل المدينة واحدة من البوابات الرئيسية للتبادل بين الشرق والغرب. كما سمح بنمو الطبقة التي تعمل بالتجارة، والتي حولها على مدار أربعة قرون من مستعمرة بعيدة إلى سيدة البحر ومستقلة تماما.
أصبحت المدينة واحدة من «الجمهوريات البحرية» وتذكيرا لها يوجد تمثال أسد سان ماركو الذي يرمز للمدينة ويظهر في الشارات البحرية للعلم الايطالى جنبا إلى جنب مع رموز جنوة، وبيزا، وأمالفي.
كان يطلق على رئيس حكومتها لقب دوق «وباللاتينية دوكس» الذي رأى مع مرور الزمن أن سلطته كانت دائما مقيدة من قبل أعضاء جدد بالمؤسسات. وجد كثير من دوق فينيسا أنفسهم مضطرين للحصول على التصويت وذلك لأن المواطنين كانوا يعتقدون أنهم كانوا راغبين في السلطة، فبعضهم قد تم قتلهم أو فقدوا بصرهم.
سيطرت فينيسيا في القرن الثالث عشر على جزء كبير من ساحل البحر الأدرياتيكى وعلى أقاليم دالماتسيا وأستريا وكثير من جزر إيجو، وكريتا، وتشيبرو، وكورفو وكانت أهم قوة عسكرية ومن بين القوى التجارية الرئيسة في الشرق الأوسط. كما أمتدت أراضي الجمهورية في القرن الخامس عشر ليشمل نهر أدا بأوستريا، وجزء من إقليم بيلونو، الذي يقع في بولوزينة.

### عصر النهضة والحديث
بدأ الشعور بالانهيار بدءً من القرن الخامس عشر بسبب أحداث تاريخية منها زيادة قوة العثمانيين، وانتقال التجارة نحو الأمريكتين الأمر الذي أدى إلى ضرب هيمنة المدينة بحريا بشدة والذي نقل مصالحها الاقتصادية إلى داخل البلاد.
في يوم السابع من شهر نوفمبر عام 1866 أدى دخول فيكتور إمانويل الثاني إلى جعل المدينة أحد أروع المدن في أوروبا، وجعل لها تأثيراً قويا في الفن، والعمارة، والأدب، لكن هذا لم يكن إلا مجرد حلم.
بعد أكثر من ألف عام من الاستقلال، وفي الثاني عشر من شهر مايو عام 1797اضطر الدوق لودوفيكو مانيني والمجلس النيابي برئاسة نبليون إلى التنازل عن العرش لإعلان «حكومة طارئة لبلدية البندقية».
مع معاهدة كامبوفورميو التي كانت بين الفرنسيين والنمساويين، تم إلغاء وجود بلدية فينيسيا وذلك في يوم السابع عشر من شهر أكتوبر عام 1797. فقد تم التنازل للنمسا عن فينيتو، وأوستريا ودالماسيا وثغور كاتتارو التي كونت مقاطعة فينيتو بالإمبراطورية النمساوية البلغارية.وبعودتها إلى الفرنسيين كانت تابعة للنمسا حتى وحدة إيطاليا.
في عام 1848 شاركت المدينة بشكل نشط في الحركات الثورية وفي محاولة من دانييله مانيم أصبحت، لفترة قليلة مستقلة مع جمهورية سان ماركو المؤسساتية. وبعد عام من الحصار من قبل النمساويين، اضطرت المدينة للاستسلام في يوم 22 أغسطس عام 1849.
في عام 1866 أصبحت المدينة جزء من مملكة إيطاليا وقد تم التصديق على الانضمام في يوم 21 أكتوبر عام 1866 والذي شهد فوز بنسبة 99% بالموافقة على التصويت لصالح الناخبين النشطاء.
في عام 1883انضمت إلى فينيسيا مقاطعة مالاموكو والتي تضم جميع أراضي جزر الليدو بفينيسيا.
في يوم 24 من شهر مايو لعام 1915 دخلت إيطاليا في الحرب العالمية الأولى جنبا إلى جنب مع قوات التحالف. مع انسحاب كابوريتو بعد محاولة يائسة للدفاع عن المدينة وقاعدتها البحرية الهامة وقف الجيش الإيطالى على طول بيافه حيث شارك في معركة طويلة من المقاومة.وجدت فينيسيا نفسها بسبب قربها من جبهة القتال تعانى من العديد من الهجمات الجوية من قبل النمسا وبلغاريا والتي سببت أضرارا جسيمة بالمدينة.
في عام 1917 تم دمج منطقة بوتينجو (الذي تغير اسمها إلى مارجيرا) إلى مدينة فينيسيا وبدأ بناء مرافق ميناء مارجيرا الجديد.
شهدت المدينة في العشرينات زيادة ملحوظة في أراضيها بفضل ضم مدينة بورانو، ومورانو، وبالليسترينا عام 1926 وكيريناجو وزيلارينو وميسترى وفيفارو فينيتو عام 1926.
أدى انضمام أراضي من اليابسة إلى نشأة الصناعة بمارجيرا وذلك بسبب سياستها الاقتصادية في تلك السنوات.فقد أثبتت فينيسيا بسبب هيكلتها الحضرية على عدم قدرتها على تكوين مدينة صناعية على الرغم من توافر أيدى عاملة كبيرة. فقد أصبح التوسع في منطقة اليابسة هو الحل الضرورى لتطور المدينة البحيرية.
في عام 1933 تم تشييد جسر برى بين فينيسيا والمنطقة اليابسة.
كانت مراكز مارجيرا ومايسترى تعانى من القصف الجوى الثقيل أثناء الحرب العالمية الثانية.
شهدت المدينة نمو سكانى بالمنطقة اليابسة مما جذب مهاجرين من جميع أنحاء المناطق الداخلية ومن المركز التاريخي ذاته. وبالتوازى مع هذا التوسع شهدت المدينة هجرة من معظم سكان المركز التاريخي. ونتيجة لذلك توجد بالمنطقة اليابسة ضعف سكان جزر المدينة.

### تاريخ معاصر
أصبحت الزيادة الديموغرافية لميسترى مسببة للدوار بداء من الستينات عندما أضيفت لسياسة الإسكان والعمل التي كانت لا تحبذ سكان البحيرة والأثار المدمرة لفيضان 1966 الذي أظهر ضعف الطوابق السفلية بالمدينة.التطور الذي لا يصدق الذي حدث في المدينة تم في فترة وجيزة وبدون خطة منظمة.
في مساء الحادي عشر من شهر سبتمبر عام 1970 ضرب المركز التاريخي إعصارا بقوة إف 4 بمقياس فوجيتا والذي سبب أضرارا بالغة من بينها غرق زورق أكنيل الذي تسبب في مقتل 21 شخصا.
أدت أزمة الصناعة الكيميائية ما بين الثمانينات وأوائل التسعينيات وتقليص المدن الكبيرة بشمال إيطاليا في ميسترى والضواحى المجاورة إلى تسجيل انخفاض كبير في السكان.

## العمارة

### الأثار والأماكن التاريخية

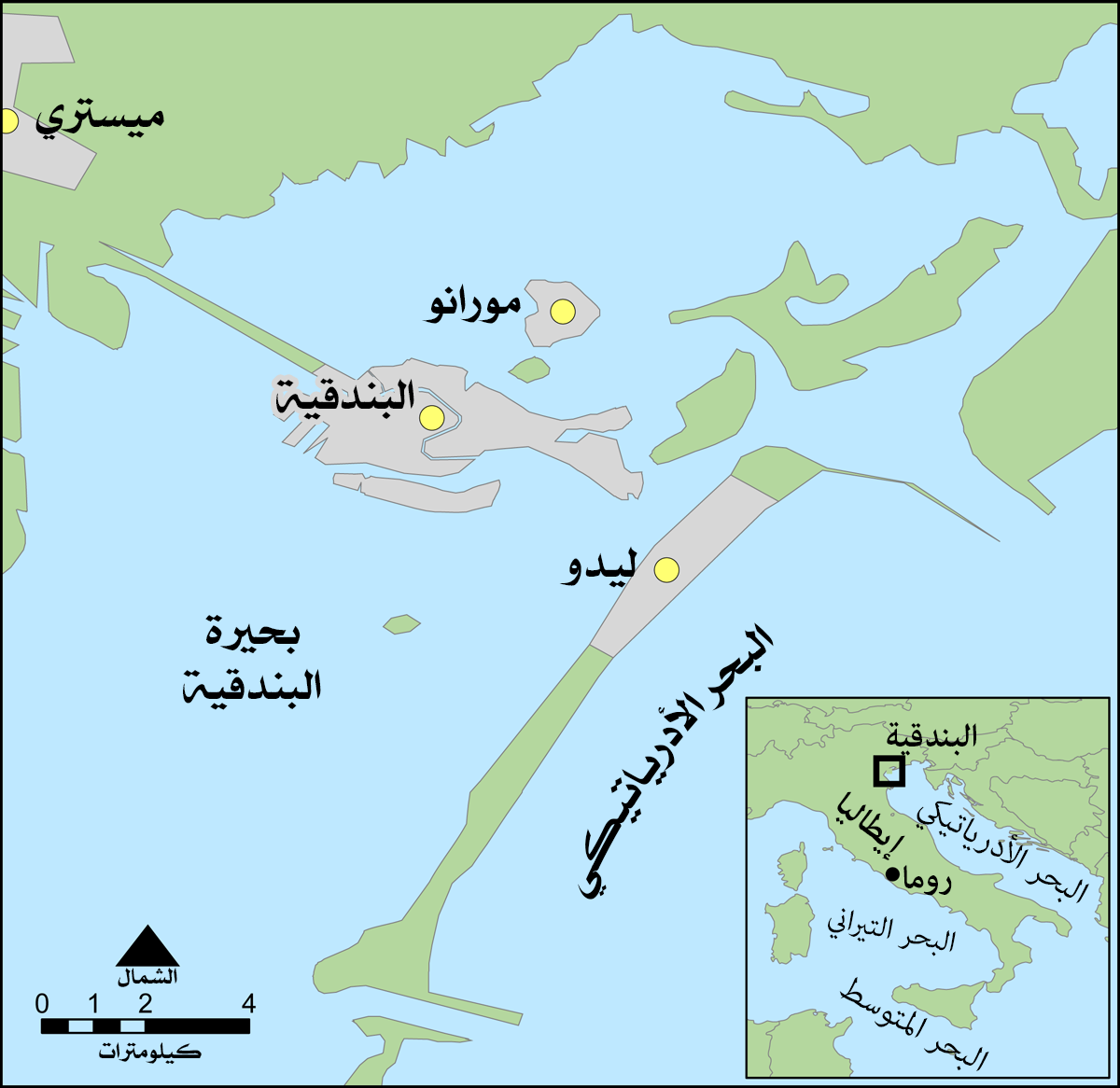
موقع البندقية في إيطاليا

تقع أثار المدينة تقريبا في المركز التاريخى وفي جزر البحيرة أما بالنسبة إلى الجزء اليابس فهو خالٍ من الأماكن الهامة. أشهر هذه الأماكن هو ميدان سان ماركو وهو الوحيد الذي يوجد في المركز التاريخى الذي يطلق عليه لفظ ميدان أو بالإيطالية "piazza" فالميادين الأخرى يطلق عليها اسم ساحات.توجد كنيسة سان ماركو في وسط الميدان مطلية بالذهب ومغطاة بالفسيفساء التي تحكى تاريخ المدينة.جنبا إلى جنب مع النقوش المنحوتة التي تصورشهور السنة.يوجد أعلى الباب الرئيسى أربعة خيول من البرونز الذين نقلوا من القسطنطينية إلى فينيسيا أثناء الحملة الصليبية الرابعة عام 1204 ويظهر جليا الصليب اليونانى ذات الخمس قباب. 

والكنيسة الحالية هي ثالث كنيسة مهداه إلى القد يس مرقص التي تظهر في هذا المكان (فالكنيستين الإثنتين الأخرتين قد تم تدميرهما). هذه البناية مستوحاه من كنيسة سانت أبوستولى بالقسطنطينية. ترصع الكنيسة من الداخل بالفسيفساء والذهب والتي تصور مقاطع من الكتاب المقدس. كانت في بداية الأمر محرابا لدوج دولة فينسيا.
يقع قصر دوكالة بجانب الكنيسة ويربطهما بوابة تسمى كارتا والتي قام بعملها المهندس والنحات بارتولوموميو بونو وهي الآن بوابة الخروج من القصر.وبوابة الدخول الرئيسة على الجانب الذي يطل على البحيرة.
توجد أمام قصر دوكاله أجراس كنيسة سان ماركو الذي شيدت عام 1173 كمنارة للبحارة.تم ترميمها في القرن الخامس عشر من قبل المهندس والنحات بارتولوموميو بونو. هذا وقد انهار المبنى تماما في الرابع عشر من شهر يوليو عام 1902 وتم إعادة تشيدة بالكامل. أما المقصورة التي من الرخام الأحمر والتي توجد بمدينة فيرونا من أعمال الفنان جاكوبو سانسوفينو وعليها توجد نقوشا تصور أعمال «جمهورية الأسد».
من الأثار الهامة في فينسيا دار الصناعة، وكنيسة سانتا ماريا دى سالوته وكنيسة سانتا ماريا جلوريوزا دى فيرارى ومعبد اليهود.
تشتهر أيضا المدينة بالمقاهى التاريخية والتي ترجع إلى العصر العثماني من عام 1615. بداء من عام 1683 انتشرت العديد من الكافيتريات في جميع أنحاء المدينة.

وفي يوم التاسع والعشرين من شهر ديسمبر عام 1720 تم افتتاح مقهى فلوريان الشهير والذي لا يزال فعالا في ميدان سان ماركو.
تعد جزر مورانوا وبورانو وتورشيللو مقاصد سياحية هامة في منطقة البحيرة.أما جزيرة ليدو فهي منتجع صيفي ومقر للاحتفال بمهرجان السينما بفينسيا.

### العمارة الدينية
هناك العديد من الكنائس البارزة والتي يمكن العثور عليها في منطقة البحيرات سواء بسبب طبيعتها المعمارية أو الكنوز الفنية التي تحتوى عليها هذه الكنائس. من أهم هذه الأعمال نستطيع أن نذكر كنيسة سانتا ماريا التي تأخذ شكل ثماني الأضلاع، وكنيسة سان ماركو وكاتدرائية المدينة ومقر البطريرك التي تقع في ميدان يحمل نفس الاسم والتى تقع بجانب قصر دوكالة.
من بين أهم المباني الدينية الأخرى نذكر كنيسة سانتا ماريا كلوزا بفيرارى وكنيسة القديس ذككاريا وكنيسة ردينتوره. هذه الأخيرة تم إنشائها في جزيرة جوديكا على يد المهندس أندريا باليدينو. وكنيسة سان بيترو دى كاستيللو والتي تضم محرابين من أعمال الرسام الإيطالي باولو فيرونيزى.

### القصور

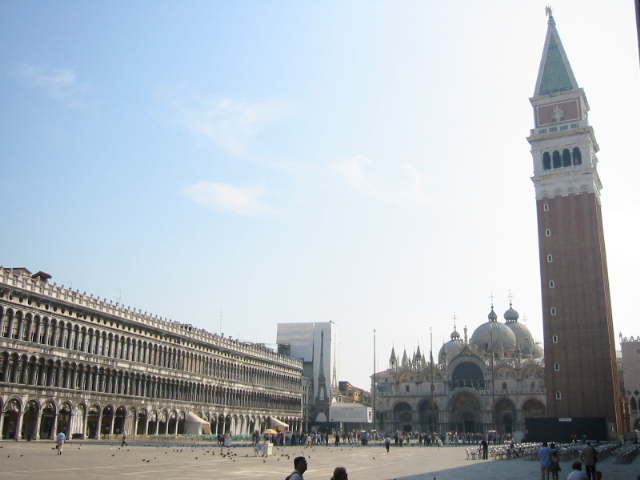
البندقية

تثرى فينيسا بقصور النبلاء التي تطل على ساحات وشوارع وجداول وقنوات ومساكن قديمة لأغنى عائلات فينيسيا في الفترة الذهبية للمدينة. وبالنسبة للمدارس والمبانى التعليمية مثل قصر دوكالة فإن جميع القصور تأخذ اسم العائلة التي شيدتها والتي تركت فيها علامة بارزة. ومن أشهرها قصر فورتونى الذي تبرعت به أرملة الفنان الأسباني ماريانو فورتونى وقصر جراسسى الذي شيدة جورجو ماسسارى وقصر موتشنجو بوجهته التي تعود إلى عصر النهضة، وقصر جريمانى الذي يعد من أملاك الدولة ومقرا لمحكمة الاستئناف، وقصر لورندن ذات الطراز الغوطى. هذا ويجدر الإشارة أنه هناك اسم عائلتين أو أكثر يتم الاستشهاد بهما، على سبيل المثال قصر كافاللى فرانكيتى أو أنه يرجع لجزور العائلة (مثل قصر موروسينى بياسترينى). هذا وتحافظ العديد من المساكن الخاصة على اسمائها القديمة مثل لفظ (كا) التي تشير إلى اسم المنزل أو المبنى مثل كا فوسكورى وهو مقر لجامعة وطنية تحمل نفس الاسم وكا كورنرالتي تم تشييده في القرن السادس عشر على يد جاكوبو سانسوفينو وكا بيزارو، وكا فيندرامين كاليرجى وكا داريو والتي تشهد المصيى ر المأساوى لبعض ملاكها.
تستخدم في الآونة الأخيرة في اللغة الإيطالية كلمة كازا مثل كازا فيرنيير. كما يشار إلى المبانى ذات الأبعاد الصعيرة بكلمة بالاتسسوتتو مثل بالاتسسوتتو ستيرن.
نظرا لشهرة المدينة قديما بالتجارية، توجد أيضا «فنادق» وهي عبارة عن مبانٍ قديمة تعود إلى العصور الوسطى كانت تستخدم كمخازن وتستخدم كذلك لاستقبال التجار الأجانب. فيوجد على طول القناة العظمى «فندق الألمان» و«فندق الأتراك» و«فندق المخازن».

### الجسور

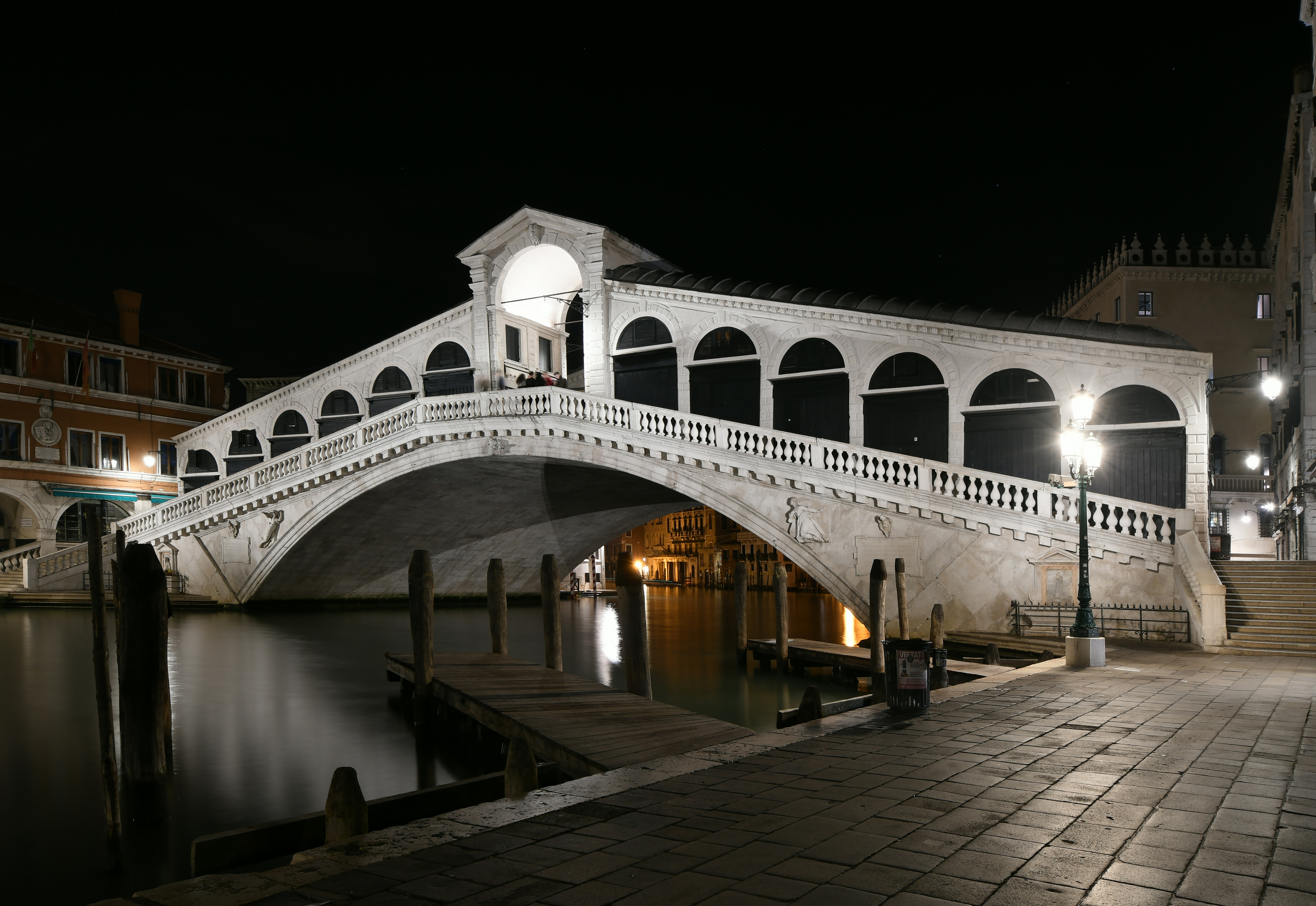
جسرريالتو

لدى فينسيا أكثر من 400 جسر ما بين جسور عامة وخاصة حيث تربط المائة وثمانية عشر جزيرة المشيدة عليهم المدينة

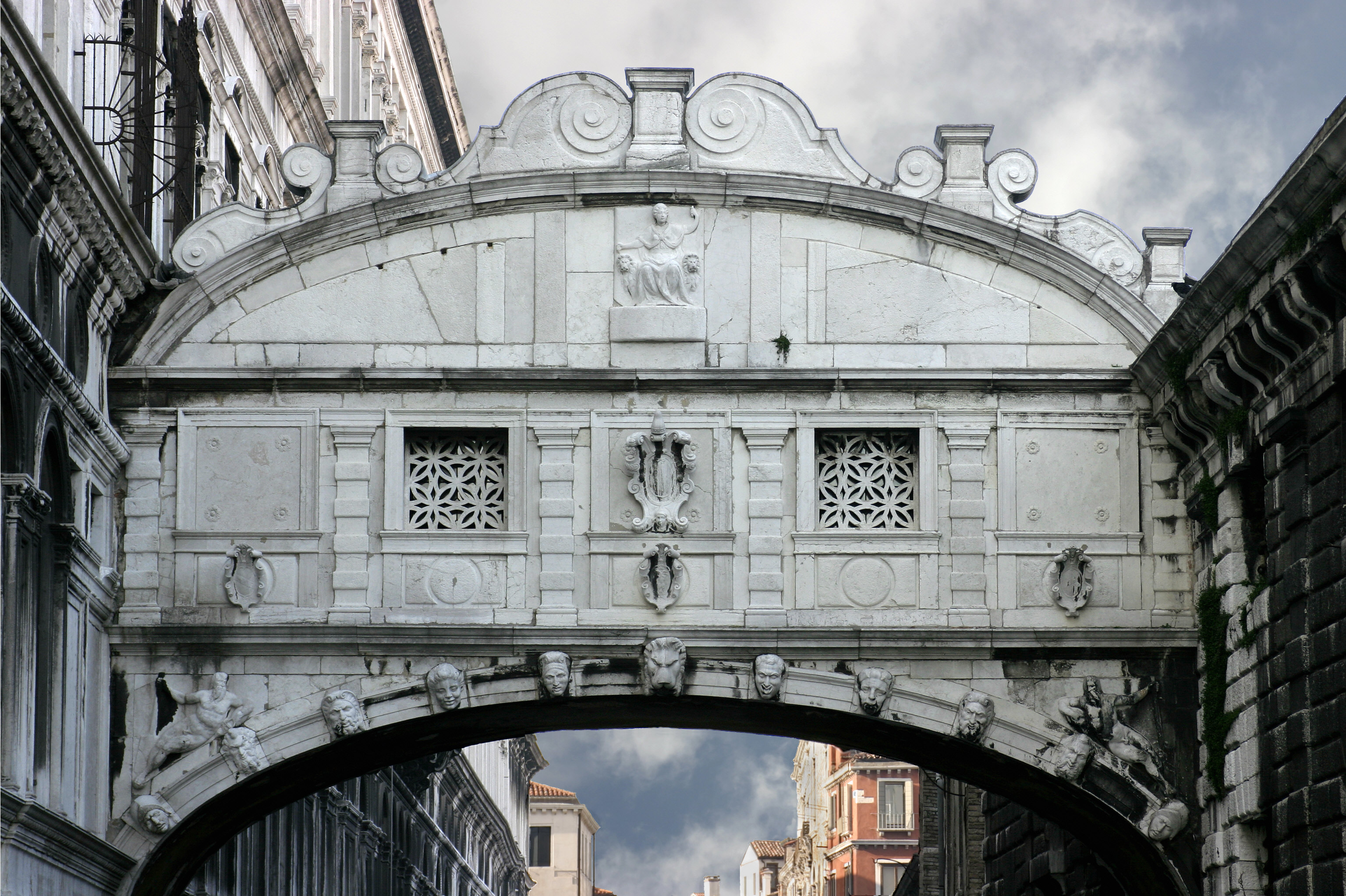
جسر التنهدات

وذلك من خلال مائة وست وسبعين قناة مائية.معظم هذه الجسور مبنية من الحجارة ومواد أخرى مثل الخشب والحديد.
أطول هذه الجسور هو جسر الحرية الذي يعبر البحيرة ويربط المدينة بالمنطقة اليابسة وهكذا يسمح لحركة مرور المركبات.
كانت بداية مشروع هذا الجسر عام 1931 على يد المهندس أوجنيو ميوتسى بينما تم افتتاحة عام 1933باسم جسر لوتتوريو.
تعتبر القناة الرئيسية التي تقطع المدينة هي القناة العظمى وذلك من خلال أربعة جسور: أقدم جسر هو جسر ريالتو (شيد تقريبا في القرن السادس عشر), وجسر الأكاديمية، وجسر سكالسى وهذه الجسور الأخيرة كانت تحت سيطرة أل هاسنبورج وشيدت في القرن العشرين وأخيرا قصر كوستيتيسيونة في عام 2008 على يد المهندس سانتيجو كالاترافيستا.
وهناك رمز آخر للمدينة هو جسر ريالتو الذي شيد على يد أنطونيو دا بونته عام 1591. حيث كان السبيل الوحيد لعبور القناة العظمى سيرا على الأقدام. في الواقع ظل هذا الجسر الوحيد حتى عام 1854 عندما تم تشيد جسر الأكاديمية (وانضم إليه جسر سكالسى وجسر كوستيتيتسيونة).
على الجانبين توجد محلات فاخرة، وفي نهاية الجسر في الحى السداسى بسان ماركو محلات السمك الخلابة وكنيسة سان جاكومو دى ريالتو.
أحد هذه الجسور المشهورة هو جسر التنهدات، المصنوع من الحجارة في القرن السابع عشر على يد المهندس أنطونيو كونتين. يربط هذا الجسر قصر دوقالة «بالسجون الجديدة».

## السكان
في سنة 1871 بلغ عدد السكان 164٬965 نسمة، وتطور العدد ليصل في سنة 2011 لـ 261٬362 نسمة.
يظهر هذا المخطط البياني تطور النمو السكاني لـ البندقية

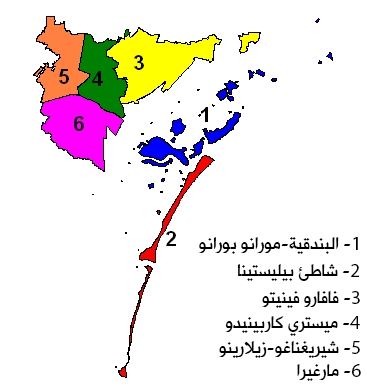
أسماء 6 أحياء في البندقية.

لقراءة جيدة للتاريخ، تجدر الإشارة إلى أنه في يوم الثاني من شهر إبريل عام 1999, وبعد تصويت على الاستفتاء تم تشييد مجلس كافاللينو تريبورتى لتجزئة الجانب الشمال الشرقي من المركز التاريخي. ولذلك فإنه بدءً من هذا التاريخ لا يدخل سكان كافاللينو تريبورتى (والذي يبلغ عدد سكانه نحو نسمة 11.824 في عام 2001) في تعداد مدينة فينيسيا.
يبلغ متوسط عمر الفرد في المدينة 46.18 سنة (في المركز التاريخي 49.02 سنة في المركز التاريخي وفي الجزر 48.01 وفي أراضي ميسترى نو 46.41 عام 2007). هذا وقد ارتفع متوسط الأعمار في العشرين سنة الأخيرة بشكل نسبى في جميع أنحاء المدينة. تشغل هذه الظاهرة جميع المدن الإيطالية منذ التسعينيات.
وتأكيدا لاستمرار شيخوخة السكان، بلغ عدد المواليد الأحياء 2.118 وذلك عام 2009 وعدد الأموات 3.284 وهذا توازن طبيعى بمتوسط ابن أو ابنان للعائلة الواحدة.
في عام 1951 فقدت فينيسيا 70% من سكانها.هذا ويبلغ عدد السكان نحو 58.606 نسمة وهذه النسبة مسجلة في يوم الثالث من شهر يونيو عام 2012. في عام 1951 كانت النسبة دائما بين المركز التاريخي، والبلدة القديمة، واليابس 55:14:21 وفي عام 2006 كانت النسبة 23:11:66.

### العرقيات والأقليات الأجنبية
يبلغ عدد الأجانب في المدينة 29.281ألف نسمة أي أكثر من 10% من سكان المدينة.فيما يلى أكبر هذه الجاليات.
1-بنغلاديش 4.740
2-جزر المالديف.565
3-رومانيا3.315
4-أوكرانيا 2.242
5-الصين 2.163
6-ألبانيا 1.455
7-مقدونيا[ ؟ ]1.419
8-الفلبين 1.212 595
9- صربيا595
10- سريلانكا 590

### اللغات واللهجات
في مدينة فينيسيا يتم التحدث باللغة الإيطالية وهي اللغة المفهومة والمستخدمة تقريبا من قبل جميع سكان المدينة.كما يتم التحدث ببعض اللهجات المختلفة بالإقليم وذلك بسبب طبيعة الإقليم الجغرافية حيث تنقسم المدينة إلى مركز تاريخي، ومصب مائي ويابس.أي يمكن القول أنه يتم التحدث بلهجة فينيسيا في جميع أنحاء المدينة. لكن يمكن ملاحظة بعض الاختلافات الواضحة بين جزيرة وأخرى خاصة جزيرة باليسترينا حيث لا يزال هناك بعض المصطلحات الخاصة بمدينة كيوديجا (بالإيطالية: كيوديجا وهي مدينة تقع في الجزء الجنوبي من إقليم فينيتو، في مقاطعة فينيسيا على ساحل البحر الأدرياتي، تشتهر بالفنون، وتعرف بفينيسيا الصغيرة لتشابه طريقة بنائها بالمركز التاريخي ووجود قنوات عديدة بها وأهمها قناة فينا التي يقطعها تسعة جسور. يعتمد اقتصادها بشكل رئيسي على صيد الأسماك وإنتاج نوعية من الهندباء خاصة بها وعلى السياحة، يبلغ عدد سكانها نحو 51.336 نسمة.)
في الأماكن الداخلية يتم الحديث بأكثر من لهجة شبيهة بلهجة أهل الحضر لكنها متأثرة بلهجات الأقاليم القريبة مثل بادوفا وتريفيزو.
من الواضح أن هذا التمايز والاختلاف ليس واضحا على الأقل ليس كما كان منذ وقت مضى.فلهجة فينيسيا واضحة أيضا في المنطقة البرية بسبب نقل السكان من المركز التاريخي للقرى المحيطة وغالبا ما نجد لهجات «مهجنة» بين المتحدثين.

### الدين
تعتبر فينيسيا المدينة الوحيدة في إيطاليا التي تطلق لقب بطريرك على أسقف الكاثوليك.وهذا الأخير طبقا لإجراء معمول به منذ عام 1827 يعتبر كاردينال.علاوة على أن البطريرك هو مطران الكنيسة الكهنوتية التي تحتوى على جميع أساقفة بطريرك فينيسيا بالإضافة إلى أسقف كونكورديا بوردينونة (وهو مقر الكنيسة الكاثوليكية). تستضيف جزيرة سان لاتزارو ديلى أرمانى منذ عام 1717 أحد أهم المعاهد الثقافية الأرمنية بالعالم وهو معهد أوردينه ميكتاريستا.
تعد فينيسيا منذ عام 1991 مقر بطريرك القسطنطينية الأرثوذكسية المسكونية بإيطاليا ومقرها كنيسة سان جورجو اليونانية بحى كاستيللو. أما فيما يتعلق بالمذاهب المسيحية توجد بالمدينة مقار للعبادة لأقدم الجاليات اللوترية الإيطالية (في حى كانناريجو) والكنيسة الإنجيلية في حى كاستيللو.كما يوجد لدى معارض الأكاديمية كنيسة سان جورج الإنجيلية.
هذا وتتركزالجالية اليهودية التي يبلغ عددها 500 في الحى اليهودى.بالإضافة للجالية المسلمة التي بدأت بالظهور منذ مطلع العام 2000 وتشتمل على أكثر من 30 جنسية، ويتجاوز عدد افرادها 15 ألفا، ويوجد في منطقة ميستري مسجدان وفي منطقة مرجيرا ثلاث مساجد أكبرها المركز الإسلامي بفينيسيا وهو بالقرب من البانوراما. فيا مونتزاني via monzani n 11 marghera

## طبيعة الحياة
إذا كانت السياحة الجماهيرية قد جلبت الكثير من الفائدة الاقتصادية للمدينة، فلا يمكن القول ذاته على طبيعة الحياة في باقى المركز التاريخي.فعند الدخول به نرى واضحا محلات البقالة، وأنشطة حرفية صغيرة (مخصصة لمحلات الهدايا وأنشطة صناعية أخرى موجهه للسياح والطلاب). هذا وقد أدت مشكلة ارتفاع التكاليف المحلية إلى نقص الطلب على هذه الصناعات، كما أدت الصعوبات اللوجيستية إلى انتقال بعض الخدمات إلى المنطقة اليابسة مثل خدمات (دور الحضانة، رياض الأطفال، ومكاتب البريد...إلخ) حتى المستشفيات ضعيفة في هذه المدينة. تسهم قلة الوحدات السكنية وارتفاع أسعار الإيجار في هجرة السكان تدريجيا. وإذا لم يتغير هذا الاتجاه فإن المدينة ستواجه نوع من السياحة الثقافية الأحادية المتخصصة.

## التعليم

### المكتبات
تعتبر مكتبة مارشانا القومية أكبر مكتبة بالمدينة وأحد أكبر المكتبات الإيطالية.تقع هذه المكتبة في ميدان سان ماركو وتضم حوالى مليون مجلدا متخصصة في فقه اللغة القديمة وفي التاريخ. كما تحتوى على أروع المخطوطات اليونانية واللاتينية والشرقية في العالم. تقع في قصر شيد على يد المهندس جاكوبو سانفينو، وقد تأسست رسميا عام 1560, حتى وإن كان في القرن الرابع عشر طرأت فكرة على فرانشسكو بيترراركا أن يشيد مكتبة في هذه المدينة. في عام 1900 تم تشييد قصر ذيككا بجانبها وذلك بسبب زيادة التراث الأدبي والكتب المفسرة.
يوجد في دير فرارى ذات الأربعين رفا أرشيف دولة فينيسيا والذي به وثائق من ألف سنة أي منذ نشأة ما كان يسمى بدولة فينيسيا حتى القرن العشرين.
يحتوى تراث هذه المكتبة على مجموعة غنية من الجلود والأوراق والتصميمات المحفوظة في مئات الغرف والموضوعة حول الأديرة والتي تشهد ليس فقط تاريخ المدينة بل تاريخ العالم بأسرة الذي كان لديه علاقات تجارية ودبلوماسية مع المدينة.
تضم مكتبة لافونداتسيونه كويرينى ستامبيلا التي تقع في ساحة سانتا ماريا فورموزا ومقرها قصر كويرينى ستامبيلا موادًا ذات طبيعة علمية وطبيعية.وقد تم دورالمكتبة الحضرى بفضل ماتحتويه من ما يقرب من 300ألف مجلدا. لقد بدأت المكتبة عام 1868 على يد جوفاننى كويرينى ستامبيلا، الذي مات في العام التالى دون أن يكون له ورثة شرعيين.
قام المهندس كارلو سكاربا بمجهود مضنى لاستعادتها وذلك ما بين عام (1961-1963).
كانت الجالية اليهودية التي تعيش بالمدينة تقوم بإدارة المكتبة الأرشيفية وهي مكتبة «ريناتو مايسترو» التي تقع في الحى اليهودى.
أنشئت المكتبة رسميا عام 1981 وتقدم اليوم ما يقرب من عشرة ألاف عنوانا لكتب يهودية قديمة مفهرسة وتحتوى على 2500 مجلدا للقرن الثامن والتاسع عشر. فيما يتعلق بالمكتبات الحضرية يضم «النظام المكتبى الحضرى بمدينة فينيسيا» 19 مكتبة، من بينهم ثلاث مكتبات في المركز التاريخي وأربع مكتبات في الجزر واثنتا عشرة في المنطقة اليابسة.في عام 1980 شيدت مكتبة ميسترى كمكتبة مركزية وهي تضم 106.700ألف وثيقة مفهرسة على مساحة إجمالية 1900 كيلو متر مربع.

### المدارس
من المدارس الثانوية المختلفة التي شيدت في فينيسيا التي نستطيع ذكرها، بعض المعاهد التاريخية مثل المدرسة الثانوية قسم أدبى وهي مدرسة «فوسكارينى» والتي أقيمت عام 1807 بموجب مرسوم من أوجنيو دى بوهارنيس، نائب ملك إيطاليا، ومدرسة ماركو بولو التي أسست عام 1812. ومن بين المدارس الثانوية المقامة في ايسترى نذكر منها مدرسة ريموندو فرانكيتى الأدبية. يضاف إليهم مدرسة نافاله موروسينى والتي أسست في الثاني من أكتوبر عام 1961 ومقرها بجزيرة سانتا إلينا.

### الجامعات
تعتبر فينيسيا مقرا هاما للجامعات في إيطاليا.أشهر هذه الجامعات هي جامعة«كافوسكارى»
والتي تقدم كورسات تخرج في الاقتصاد، والتجارة، واللغات، والأدب الأجنبي، والفلسفة، والعلوم الطبيعية.في عام 1868 تم إنشاء أول مدرسة في إيطاليا والثانية في أوروبا بعد جامعة أنفيروزا لإإدارة الأعمال، وأخذت من قصر جوتيكو الذي يطل على القناة العظمى مقرا لها.
لدراسة العمارة، والفن، والتصميم، والتخطيط العمرانى توجد جامعة«ايوافا» المقامة عام 1926 كثاني صرح تعليمى في إيطاليا لتدريس فن العمارة بعد جامعة روما بمبادرة من السيد جوفاننى بورديجا الذي يترأس حاليا «أكاديمية فينيسيا للفنون الجميلة».
تم إنشاء أكاديمية الفنون الجميلة في يوم الرابع والعشرين من شهر سبتمبر عام 1750 بناء على رغبة من مجلس شيوخ المدينة لتكون أكاديمية للرسم، والنحت، والعمارة.كان أول رئيس لها هو السيد جانباتتيستا بياتسيتا. من بين الفنانين الذين درسوا نذكر تيبولو، هايز، إتتوره تيتو، ألبرتو فيانى، كارلو سكاربا، إميليو فيدوفا. المقر الرئيسى للجامعة الآن هو مستشفى العضال السابقة التي تقع على طريق زاتتاره.
في عام 1995 تم تأسيس جامعة فينيسيا الدولية، وهي جمعية دولية للبحث، يشارك بها جامعات أخرى جامعة لودوينج ماكسيمم دى موناكو وجامعة أوتونوما ببرشلونة.

## وسائل الإعلام
توجد بالمدينة جريدة يومية مخصصة لها وهي جريدة «جيتسينو». تأسست هذه الجريدة عام 1887 وكان مقرها حتى عام 1977 هو بقصر «كا فاكانون» بفينيسيا ثم انقلت إلى شارع تورينو بميسترى حيث لا تزال قائمة حتى الآن. منذ عام 2002 توجد بالمدينة جريدة يومية تسمى «الميسترى». كما بداْ منذ ذلك التاريخ إصدار ات فينيسيا فينيتو بجريدة كورييرى ديلا سيرا. صدر في عام 1984 جريدة يومية مخصصة للمدينة والإقليم وهي جريدة، لانووفا فينيسيا أو«فينيسيا الجديدة» والتي تتبع دار جروببو إديتورياله إسبرسسو.
تم إنشاء محطة تليفزيونية تسمى «تيليفينيسيا» عام 1978 والتي تبث في أنحاء مختلفة من المدينة.
كما توجد محطة إذاعية تبث على موجة إف إم 92. 400-103-500.
وبداء من 3 يوليو 2009 غطت جميع أنحاء الإقليم ووفرت الاتصال المجانى للسكان.

## الثقافة

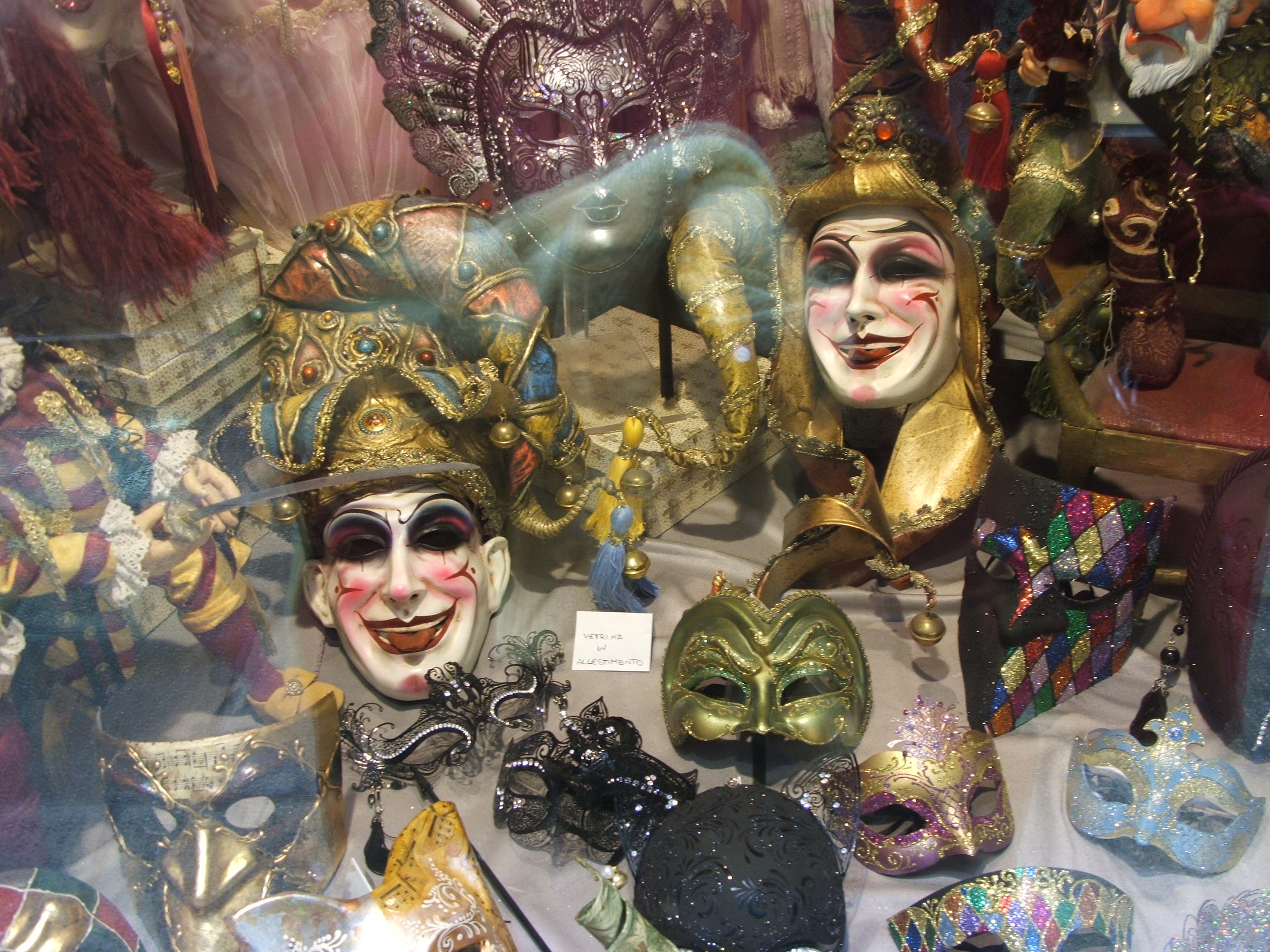
مجموعة من الأقنعة التي يشيع ارتدائها خلال كرنفال البندقية.

### السينما

رمز الأسد الذهبى بمهرجان فينيسيا السينمائي الدولي

نظرا لطبيعة المدينة التاريخية يتم تصوير العديد من أفلام السينما الإيطالية بها.كانت البندقية بيئة لأحداث تحكى في المدينة مثل (القمر وأنت 1958) لدينو ريزي، (مجهول البندقية) للممثل إنريكو ماريا ساليرنو عام (1970)، نسيت البندقية للممثل فرانكو بروسات عام (1970).
كما كانت مقصدا لسرد حياة الناس بين الماضي والحاضر مثل فيلم «جودانو برونو» للممثل جوليانو مونتالدو عام 1973، وفيلم كازانوفا للمخرج لاسسه هاليستروم وبطولة الممثل هيث ليدجر عام 2005.كما كانت أيضا مكاناً لأعمال شكسبير مثل مسرحية عطيل من إخراج أورسون ويلز عام 1952 وتاجر البندقية لميشيل رادفورد والممثل ألباتشينو وذلك عام 2004. أيضا رواية «الموت في البندقية» لتوماس مان من إخراج ليكينو فيسكينتو وبطولة ستيفن نورينجلون عام 2003. اختارت هوليود المدينة مسرحاً لسلسلة من الأفلام بدءاً من فيلم نيكيتا عام 1990 للممثل جوك باسون، مرورا بفيلم الوظيفة الإيطالية عام 2003 للممثل جاري جراي وفيلم السائح عام 2010 إخراج فلوريان هينيك فون وبطولة أنجيلينا جولي وجوني ديب، وفيلم الحملة الصليبية الأخيرة لستيفين سبيلبرج عام 1989 والذي به العديد من المشاهد التي تم تصويريها بالمدينة، وشخصية جيمس بوند التي ظهرت في مجموعة أفلام مثل فيلم العميل 007 وفيلم مع الحب من روسيا عام 1963 للممثل تيرينس يونج والعميل 007 للممثل مونراكر والعميل 007 للمخرج كازينو رويا وبطولة مارتين كامبل عام 2006، وفيلم سبايدرمان: بعيدا عن الوطن (2019) من بطولة توم هولاند.

### الفن
لقد تطور تاريخ الفن بفينيسيا على مر القرون بطريقة فريدة من نوعها بالنسبة لباقي أوروبا. حيث كانت تتبع خطى أصيلة وتطورا بطيئا من التأثيرات الخارجية. فقد نشأت كمدينة بيزنطية، وكانت متأثرة فنيا ولفترة طويلة بعلاقتها بالعالم العربي. يعد باولو فينيسيانو (1300-1365) رائدًا في الرسم الفينيقي والذي بدوره ساهم في لعب دور الوسيط بين الذوق البيزنطي والتأثيرات الجديدة لجوتو.كما كان جوفانني بيلييني (1433-1516)حلقة الربط بين عصر النهضة إيطاليا وتطور الرسم. بالإضافة إلى بيليني. نذكر أيضا واحدا من أعظم مؤوسسي الساحة الفنية بالبندقية بالقرن الخامس والسادس عشر وهو جورجونة (1478-1510 تقريبا)، وتيزيانو فيتشيليو (1488 تقريبا-1576)، والتنتوريتو (1518-1594)، مالما الفيكيو (1480-1528) الذي أشاد به فازارى، والرسام لورنسو لوتتو (1480-1547) والفنان باولو فيرونيزه (1528-1588) وأيضا سابيستيانو ديل بيومبو (1485-1547) صديق ومعاون مايكل أنجلو.
كانت البندقية في القرن الثامن عشر واحدة من أهم المراكز الثقافية والفنية في العالم. فقد كلف الرسامون الفينيقيون في ذلك الوقت بالعديد من الأعمال بداء من الرسومات المقدسة للكنائس إلى زخرفة العديد من القصور الفاخرة التي توجد بالمدينة. من بين هؤلاء نجد جوفاني أنطونيو كانال المعروف باسم كاناليتو (1697-1768) مؤلف كتاب إطلالة المدينة وجوفاننى باتتيستا تييبولو (1696-1770) الذي رسم في إيطاليا وفي أوروبا. في نهاية عام 1700 عمل النحات أنطونيو كانوفا تماما في البندقية مُتأثرا بفن عصره كما يعتبر أكبر داعية للفن الكلاسيكى الجديد. كثيرة هي الكنائس التي تحتفظ بأعمال هؤلاء الفنانين العظماء الذين يعودون إلى عصر النهضة بالبندقية. من بين المعارض الرئيسة نذكر معرض الأكاديمية، ومتحف كورير، كما تم أستضافت معرض إديجو مارتينى بقصر ريتزونيكو. مع سقوط البندقية وما تلاها من سيطرة النمسا على المدينة في القرن التاسع عشر، انطفأت الحياة الفنية حتى توحيد إيطاليا. من بين الفنانين المعاصرين نذكر فيرجيليو جويدى (1891-1984) مؤلف إطلالة البحيرة.

### الأدب

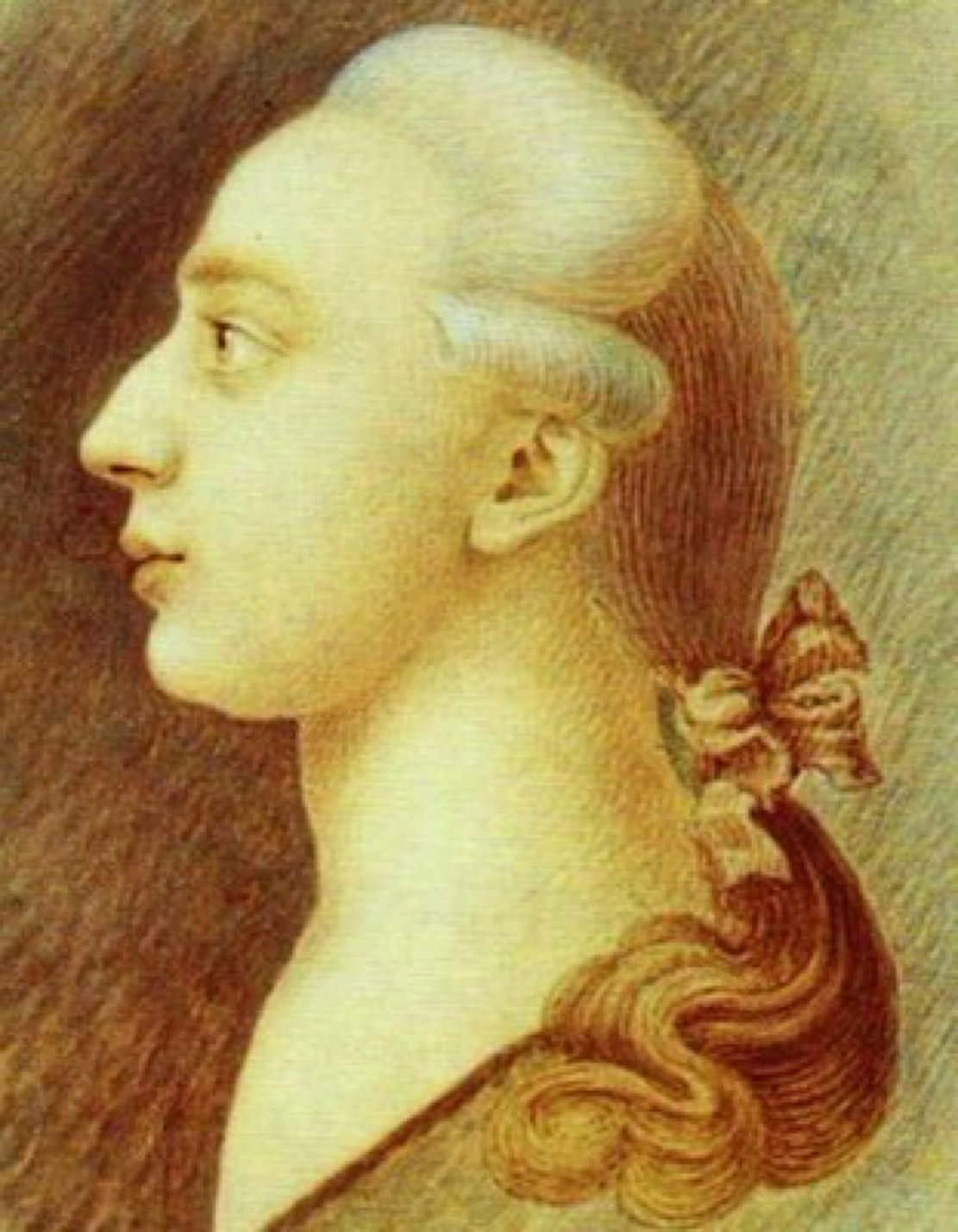
بورتريه لجاكومو كازانوفا

من بين الفينيقيين المعروفين نذكر سان ماركو (1254-1324) مؤلف كتاب المليون، الذي أصبح أشهر عملا للتعريف بقارة آسيا والصين في أوروبا في العصور الوسطى. ترتبط مدينة فينيسيا بالكتابة، فمن الناحية الفنية، فهي كانت مقرا لأول مطبعة في إيطاليا، وكان يديرها ألدو مانوتسيو (1449-1515). ظلت المدينة مركزا هاما للطباعة خاصة في القرن السابع عشر وكان يطبع فيها نصف الكتب التي كانت تصدر في إيطاليا. كتب في فينيسيا كلا من الشاعر مافيو فينير (1550-1586) وكارلو جولدوني (1707-1793) وهو أحد المؤلفين الأساسين في المسرح، جاكومو كازانوفا (1725-1798) وهو كاتب غزير الإنتاج معروف بكتابة «السيرة الذاتية» حيث يتشابه مع البندقية في الشهرة التي حظيت بها في القرن السابع عشر.كانت المدينة تغنى أيضا من قبل الشاعر جورجوا باففو.

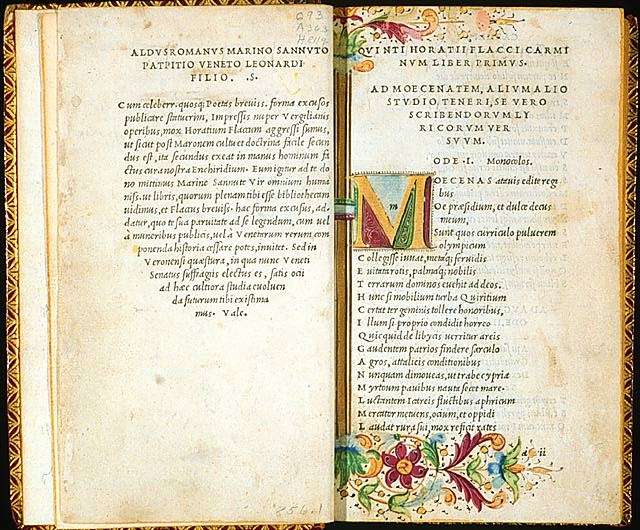
كتاب طبعه ألدو مانوتسيو

ولد أوجو فوسكولو (1778-1827) بمقاطعة زاكينثوس باليونان التي كانت خاضعة في ذلك الوقت لجمهورية فينيسيا، وهو شاعر مشهور ووطني من عصر النهضة. كتب في فينيسيا الكثيرون، فيكفي أن نذكر شكسبير (1564-1616) حيث كانت المدينة بيئة قصة عطيل وتاجر البندقية. توماس مان، مؤلف رواية موت البندقية عام (1912). استضافت البندقية وألهمت الشاعر عيزرا بوند، الذي أصدر وكتب في المدينة أول أعمالة الأدبية المجهدة وهي (الإنارة المطفاءة). مات بوند في فينيسيا عام 1972 وما زالت رفاته مدفونة في المقابر المحلية بجزيرة سان ميشيل. قضى الكاتب الفرنسي فيليب سوليرس جزء كبير من حياته بالمدينة وأصدر قاموسا لعاشقي البندقية عام 2004.

### الموسيقى
ظهرت أول المؤلفات الموسيقية بالمدينة بالقرن السادس أثناء الحقبة البيزنطية لكن فترة الازدهار كانت بين القرن الخامس عشر والتاسع عشر، عندما ظهرت مدرسة البندقية باعتبارها أحد أهم المدارس الموسيقية في العالم. كان مركز مدرسة البندقية هو كنيسة سان ماركو بأعضائها الذين كانوا يصحبون الكورال لمعبد لتعدد الأصوات. نشأت فكرة معلم المحراب عام 1436 على يد جوهانز دي كوادريز ورسخت على يد بيترو دي فوسيس (1491-1525) لحقه بعد ذلك أدريان ويلرت (1527-1562) الذي يرجع له الفضل أنه جعل المدينة مركزا معلوماتيا ومجددا في مجال الموسيقى، حتى وصل الأمر إلى القول «الأسلوب الفينيقى». إذا كان إنتاج الموسيقى الدينية هو المسيطر في ذلك الوقت، فإن الموسيقى المقدسة لها مؤسسين وهم:أندريا[ ؟ ] (1533-1588) وجوفاننى جبرييلي (1557-1612) حيث كانا يقدمان التعبيرات الأكثر علوا. المؤلف الموسيقى كلوديو منتيفردى (1567-1643) الذي حول الطريق من الموسيقى التي تعود إلى عصر النهضة إلى موسيقى عصر الباروك تاركا الشكل المعبدي إلى شكل الحفلات الموسيقية.
من بين مؤسسي المشهد الموسيقي في فينيسيا في القرن السادس عشر، نستطيع أن نذكر العضو كلاوديو ميرولو (1533-1604) المؤلف الموسيقى جوفانني كروتشه (1557-1609) والموسيقى جوزيف زارلينو (1517-1590). تضم مدرسة البندقية أيضا موسيقيين من دول أخرى، من بينهم هانز ليو هازلر سكوتز أو الموسيقى الألمانية. في عام 1637 تم افتتاح أول مسرح للجمهور بمدينة فينيسيا للشهير سان كازيانو. تم تنظيم الحفل بمناسبة كرنفال أول موسم للشعر الأوبرالي. في السنوات التالية تم افتتاح عددا من المسارح الجديدة، وهكذا أصبحت فينيسيا مركزا هاما للميلودراما في منافسة مع روما.
في القرن التالي، بدأ الأسلوب الموسيقى للمدينة يتأثر بالتأثيرات الخارجية.كان المسيطر على الساحة الموسيقية المؤلف الموسيقى بالداسسارة جالوببى (1706-1785). في هذه السنوات شهدت المدينة مولد شهرة عازف الكمان أنطونيو فيفالدي (1678-1741) وهو مؤسس للموسيقى جنبا ألى جنب مع توماسو تارتيني (1671-1751) وجوسيبي مارشيللو (1686-1739). جدير بالذكر أيضا بينيديتو مارشيللو (1686-1739) الذي سمى باسمه الكونسرفتوار الموجود بالمدينة. كان كورال «مارشانا» نشيطا بقيادة ماركو جيماني والذي يعتبر هو وكورال «سيستينا» أحد أهم الكورال[ ؟ ] في تاريخ إيطاليا.

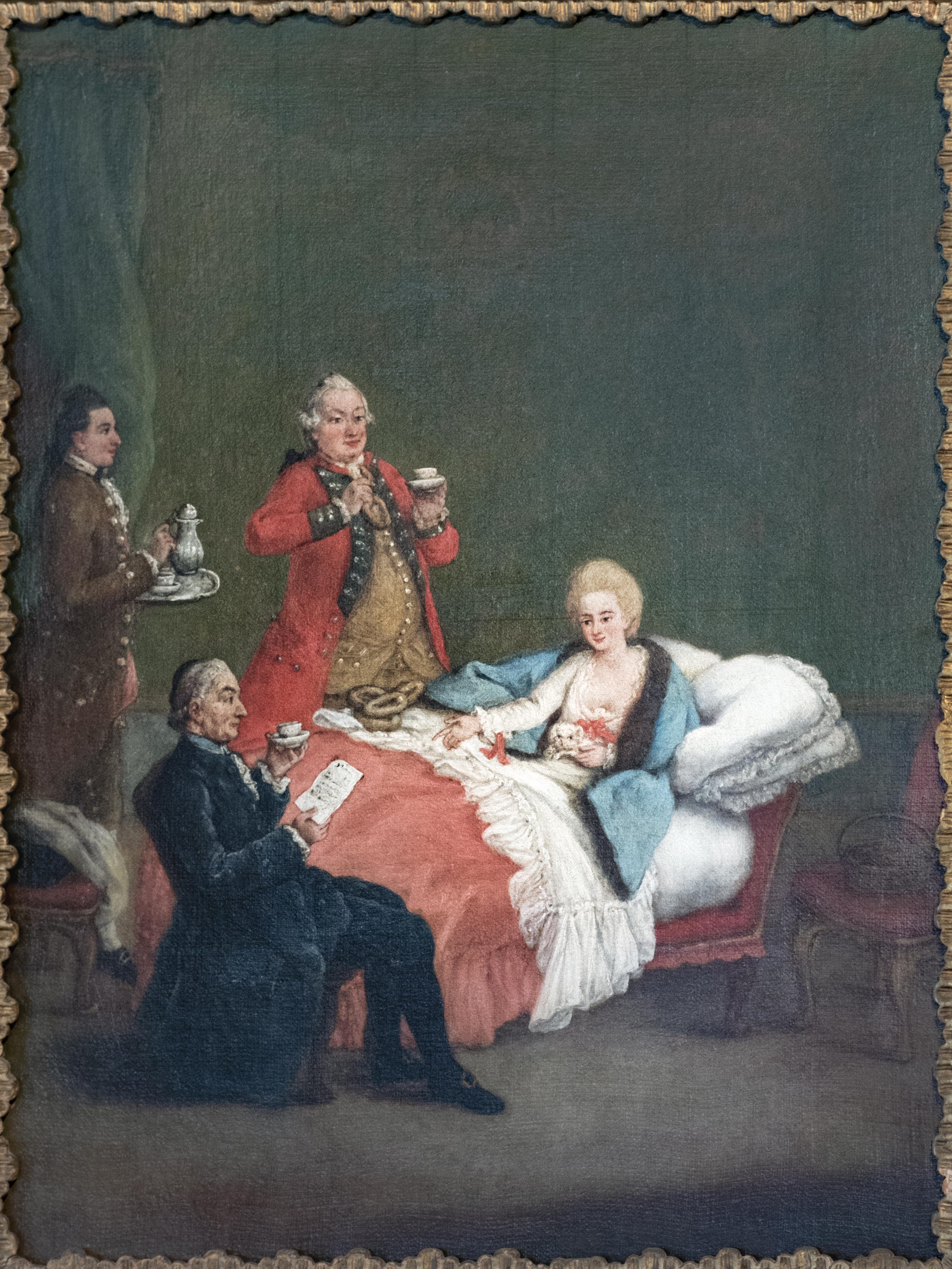
شاع شرب الشوكولاتة الساخنة في البندقية خلال سبعينيات وثمانينيات القرن الثامن عشر.

نذكر في القرن العشرين إرماننو وولف فبيراري (ولد بفينيسيا يوم 12 يناير عام 1876 وتوفي في يوم 21 يناير 1948)، والمؤلف الموسيقى لويجي نونو (1924-1990) ومدير الفرقة الموسيقية جوسيبي سينبولي (1946-2001).
في يوم 14 من يوليو عام 1989، استضافت المدينة حفل موسيقى مجاني لفرقة روك بريطانية وهي فرقة «بينك فلويد» وتم بثه للعالم من المسرح العائم أمام ميدان سان ماركو. في هذه الفترة، كانت هناك فرقة نشيطة في المدينة وهي إبيتورا فريسكا. ينظم«بينال فينيسيا» احتفالا للموسيقى المعاصرة.

### المطبخ الفينيسي
يتميز المطبخ الفينيسي بالأسماك، ليس هذا فقط بل أيضا المحاصيل التي تنتجها الحقول الموجودة بالجزر، الأرز[ ؟ ] الذي يزرع في المنطقة اليابسة والسمك في ناحية البحر الأدرياتيكي والصيد والعصيدة. تمزج المدينة بين عادات محلية قديمة التي جاءت منذ ألاف السنين نتيجة لاتصالاتها التجارية. فيوجد بها أطعمة مثل السردين البحري الذي يحفظ لفترات طويلة والأرز[ ؟ ] والبازلاء والكبدة على الطريقة فينيسيا والأرز الإسود بالحبار وغيرها. ليس هذا فقط فالمدينة تشتهر أيضاً بثعبان البحر والبسكويت الذي يأخذ شكل بيضاوي أو ما يسمى بيكولي وأيضا بالأنواع المختلفة من الحلويات مثل«خبز الصياد» باللوز والفستق والكريمة وحلوى «البيسولاي» التي تصنع بجزيرة بورانو وهي عبارة عن «بسكويت من الزبد أو معجنات مصنوعة على شكل حرف الإس أو شكل خاتم», وحلوى «البودينو» المصنوعة من اللبن، وتسمى أيضا«روزادا».

## شخصيات ذات صلة بالمدينة
هناك العديد من الأشخاص الذين ارتبط اسمهم بالمدينة، لمولدهم في هذه المدينة أو لأنهم عاشوا بها. شهدت المدينة مولد خمس باباوات وهم: ألسندرو (1693-1769), وأوجنيو الرابع (1383-1447) جريجوريو الثاني عشر (1326-1417) والبابا باولو الثاني (1417-1471).
يظهر في الأدب اسم كارلو جولدونى (1707-1793) والذي يعتبر أحد آباء المسرح الحديث، والشاعرة فيرونيكا فرانكو (1546-1591) ماركو بولو (1254-1324) وبيترو بيمبو (1470-1547).هذا ونستطيع أن نذكر في عهدنا هذا الكاتب والروائي تيزيانو سكاربا (1963) وهوج برات (1926-1995) مؤلف القصص المصورة.
من المستحيل ذكر جميع الأسماء المرتبطة بالمدينة أو التي تعمل في مجال الفن.فمن بين مؤسسى فن الرسم في عصر النهضة نجد : جوفاننى بيلينى (1433-1516 تقريبا), وجورجونه (1478-1510), ولورنسو لوتتو (1480-1556)
تينتوريتتو (1518-1584), أحد أخر أكبر رسامى الحركة. ومؤخرا نجد جوفان باتيستا تيبولو (1696-1770) وفي مجال الرسم والنحت نذكر اليساندروا فيتوريو (1525-1608), وأنطونيو كانوفا (1757-1822) ويعد هذا الأخير أفضل مؤسسى الحركة الكلاسيكية الحديثة.
في مجال الموسيقى، بالإضافة إلى الفنان الشهير أنطونيو فيفالدى (1678-1741) وهو مؤلف موسيقى وعازف كمان، نستطيع أن نذكر أندريا جبرييلى (1533-1585 تقريبا) وبالداسسارة جالوببى (1706-1785) ومؤلف الموسيقى المعاصرة الفنان لويجى نونو (1924-1990). وفي مجال السياسة لا نستطيع أن لا نذكر الوطني دانييله مانين (1804-1857), وفي العلوم الرياضى لوكا باتشولى (1445-1517) وفي النهاية في العمارة كارلو سكاربا (1906-1978) وهو مصمم ومهندس معمارى.

## أحداث
تستضيف فينيسيا عدد كبير من الأحداث والاحتفالات ذات قيمة عالمية. ففى مجال الثقافة الحدث الأهم هو «بينال فينيسيا» الذي تأسس عام 1895 والذي يضم بداخله العديد من المعارض المختلفة حيث ينقسم إلى قطاعات من بينها: المعرض الفنى الدولي (في جميع السنوات الفردية)والمعرض الدولي للعمارة (كل سنة) والمعرض الدولي للفن السينمائي والذي يعقد سنويا ما بين نهاية شهر أغسطس وبداية شهر سبتمبر.
من بين الأحداث الفولكولورية كرنفال فينيسيا الذي يقام من اليوم الثالث عشر من صوم الأربعين حتى اليوم الذي يسبق أربعاء الرماد. هذا وقد تبين أنه من أقدم الاحتفالات في العالم.فهو مشهور بالأقنعة التي تجذب اليوم العديد من الزائرين.كما أن سباق الجمهوريات البحرية القديمة من الأشياء التي تعمل على استحضار التاريخ.وقد نشأت عام1955 وتعقد كل أربع سنوات في يوم واحد من بين نهاية شهر مايو وبداية شهر يوليو.في أول يوم أحد من شهر سبتمبر من كل عام يعقد سباق القوارب التاريخية حيث يتم المزج فيه بين الفلكلور والأحداث الرياضية.
من بين الاحتفالات الدينية، عيد السيدة مريم (يوم الحادي والعشرون من نوفمبر) والذي يمثل عطلة محلية،وعيد الصعود وعيد المخلص (يكون في ثالث يوم أحد من شهر يوليو) وعيد القديس ماريو الذي يتم الاحتفال به في 25 من شهر إبريل.
من بين المعارض الهامة يوجد صالون القوارب الدولي والذي يتم في فصل الربيع بالإضافة إلى السير على الأقدام هنا وهناك على الجسور التي تربط الساحات وجسور المركز التاريخي.

## تخطيط المدينة
تنقسم أراضي مدينة قينيسيا إلى مركز تاريخي، والذي يعد أول نواة بالمدينة ويتكون من مجموعة من الجزر وتوجد في وسط بحيرة فينيسيا والجزء الموجود على الجزء اليابس يمتد على مسافة 130.03 كيلو متر مربع.
المركز التاريخي كان دائما منعزلا عن المنطقة اليابسة (الذي كان في عدة مناسبات نظام الدفاع الفعال) حتى عام 1846، وعندما تم الانتهاء من جسر السكك الحديدية عام 1933 من جسر الحرية الذي افتتح للمرور البرى. من خلال نظرى من أعلى نجد أن الجسد الرئيسى للمدينة له شكل السمكة بزيل يتجه نحو الغرب.
تم تقسيم المركز التاريخي لفينيسيا في القرن الحادي عشر إلى ست أحياء وهي : كانناريجو، وكاستيلو، ودورسدورو، سانتا كروتشه، وسان ماركو،وسان باولو.
من وجهة نظر الكنيسة تنقسم المدينة إلى 70 أبرشية.
تقوم الأحياء على 118 جزيرة وترتبط ب 354 جسرا ومنقسمة إلى 177 ما بين جداول وقنوات.نستطيع أن نجد بالمدينة العديد من البيئات الحضرية من بينها الزقاق، تحت البوابة، الساحة، الميدان، والطرق الموصلة بالقناة.تكتب أسماء الساحات والحقول على الحوائط.
القنوات الرئيسية بالمدينة هي القناة العظمى وقناة جوديكا.

## التقسيمات التاريخية
تنقسم فينيسا قديما أي منذ القرن الحادي عشر إلى ست مناطق : دورسودورو، سانتا كروتشة، سان باولو، سان ماركو، كاننيراجو، وكستيلو.عانت أراضي الحدود الإيطالية بعد وحدة إيطاليا من العديد من التغيرات.ففى عام 1883اضمت إليها كلا من مدينة ليدو ومالاموكو. ثم أصبحوا فيما بعد جزء من مدينة فينيسيا مارجيرا (عام 1917) وبليسترينا (عام 1923) ومورانو وبورانو وكا سافيو (عام 1924)وفي النهاية كيرينياجو، وزيلارينو وميستره، وفافورو عام (1926).
في السبعينيات اشتعل النقاش حول انفصال عن مدينة فينيسيا كل المنطقة التي تسمى المنطقة اليابس.ففى استفتاءات عام 1979, و1989, و1994 عبرت الأغلبية عن عدم رغبتها في الانفصال.
كما أصبحت منطقة كافاللينو-تريبورتى مدينة مستقلة عام 1999 في أعقاب النتائج الإيجابية للاستفتاء الذي تم في يوم 13 من ديسمبر عام 1998. بعد التجربة الايجابية لمدينة كافاليينو – تريبورتى، تم إحياء الفكرة للمرة الرابعة للانفصال عن ميسترينا لكن هذه المحاولة هي الأخرى قد باءت بالفشل.

## التقسيمات الإدارية

التقسيمات الإدارية للبندقية:
كيرينياغو
كاستيلو
دورسودورو
سان ماركو
سان بولو
سانتا كروتشه

تنقسم مدينة فينيسيا إداريا إلى البلديات التالية :
1. - بلدية فينبسيا – مورانو – بورانو (وتسمى أيضا جزيرة فينيسيا) (عدد سكانها 69.679 ألف نسمة وبمساحة 211 كيلو متر مربع) (والأحياء السابقة هي رقم 1 سان ماركو، وكاستيلو وسانتا ألينا، ورقم 2 كانيريجو، ورقم 3 دورسودورو – وسان باولو وسانتا كروتشة ورقم 4 جوديكا – ساككا فيوزا رقم 7 مورانو ورقم 8 بورانو.
2. -بلدية ليدو –بليسترينا (وتسمى أيضا ساحل فينيسيا) (عدد سكانها ألف نسمة 21.691 بمساحة 72 كيلو متر مربع)(الأحياء هي: رقم 5 ليدو –مالاموككو –ألبرونى، ورقم 6 باليسترينا – سان بيترو إن فولتا).
3. بلدية فافارو فينيتو (عدد سكانها 23.376ألف نسمة ومساحة 45 كيلو متر مربع) (الحى السابق هو 10 فافارو).
4. بلدية ميسترى-كاربينيدو (المعروفة باسم مركز ميسترى)(عدد سكانها 88.181ألف نسمة بمساحة 24 كيلو متر مربع)(الأحياء السابقة هي: رقم 11 كاربينيدو بيسسولا ورقم 15بيافه 1866 ورقم 13 سان لورينسو 25 أبريل ورقم 12 تيراليو).
5. -بلدية كيرينياجو –زيلارينو (المعروفة باسم ميسترى الغربية) (يبلغ عدد سكانها 37.629ألف نسمة ومساحتها 26 كيلو متر مربع) (الأحياء السابقة هي : رقم 14 تشيبريسينا –زيلارينو- تريفينياتو ورقم 16 كيرينياتو – جاتزيرا).
6. -بلدية مارجيرا (يبلغ عدد سكانها 28.285 ألف نسمة ومساحتها 35 كيلو متر مربع) (الأحياء هي : 17 مارجيرا – كاتينه ورقم 18 مالكونتينتا).

تم تقسيم المدينة إلى بلديات في السابع من شهر فبراير عام 2005 ودخلت حيز التنفيذ في الحادي والعشرين من شهر إبريل من نفس العام. وكما قيل مسبقا فإن أراضي البلدية مقسمة إلى 13 حى (كانوا 18 حياً حتى عام 1997).

## الاقتصاد
كانت المدينة لأكثر من ألف سنة مدينة تجارية وأصبحت قوة ونموذجا في المؤسسات التجارية بفضل تجارها.بعد فترة الاضمحلال في القرن التاسع عشر، وجدت مصادر جديدة لها للاقتصاد في السياحة في القرن العشرين.

### الزراعة
تعتمد الزراعة على المناطق الريفية من الأراضي اليابسة، ولاسيما تلك الممتدة على طول جنوب مارجيرا وشرق ميسترى.
جدير بالذكر أنه لا تزال الزراعة تمارس في جزر عديدة من منطقة البحيرة.وذلك لجودتها ونوعية المنتجات اتى تنتج مثل الخرشوف البنفسجى بسانت إرازمو. بلغ عدد المزارعين 917 وذلك عام 2007 وذلك في أراضي المدينة، والذي يمثل انخفاضا حادا بالنسبة للسنوات الخمس السابقة.تتولى عملية صيد الأسماك 366 شركة.يتم إنتاج الحلزون الفلبينى الذي يختلف عن تلك الإيطالى والذي يسمى بالهجة أهل فينيسيا «كاباروسولو» ويزرع في البحر المتوسط في السبعينات ومؤخرا في منطقة البحيرات حيت أثر على طرق الصيد التقليدية. فصيد النوفيلامة الذي ينقص في أجزاء كبيرة يتم إنتاجه طبقا لتقنية ثابتة منذ قرون نقلت من الآباء للأبناء والتي تتطلب عشرات السنين ليكون صيادا. في السنوات الأخيرة قد تم إثبات حالات إجرامية تتصل بالصيد غير القانونى لحلزون البحر في أراضي ملوثة.
طبقا لإحصائية للسياحة والخدمات عام 2001 فإن القطاع الابتدائي يشارك 760 ملحق تجارى أي مايوازى 0.5% من قوة العمل التي تشغلها المدينة.

### الحرف

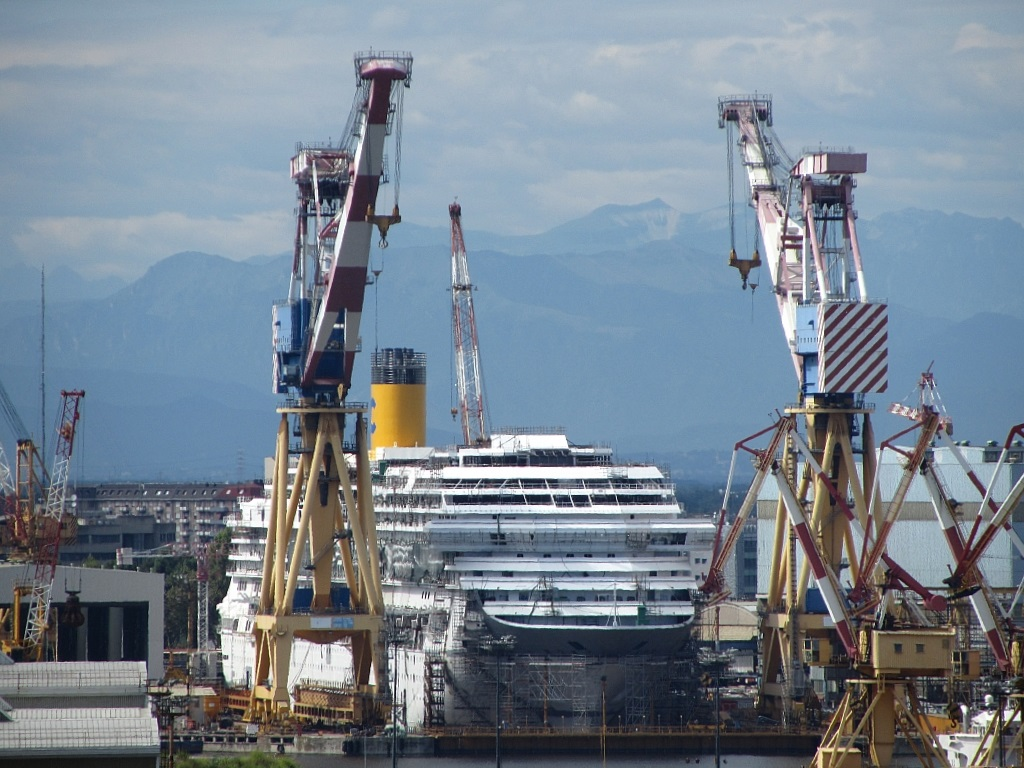
سفينة بحرية

نظرا لأهمية السياحة بالمدينة، فإن الأعمال الحرفية ما زالت حية بها.فمن بين المنتجات الأكثر شهرة نذكر المنتجات المصنوعة من الزجاج بمورانو، والدانتيل ببورانو.كما لا تزال آلات بناء السفن من الحرف النشطة في المدينة حيث تشيد ويعاد إصلاح السفن البحرية التي تشتهر بها فينيسيا مثل الجندول الذي يصنع وفقا للأساليب التقليدية.

### الصناعة
تقوم الصناعة في المدينة على المواد البتروكيماوية بميناء مارجيرا.هذه الصناعة قد تقلصت بشكل واضح مقارنة ببضعة عقود مضت.فمشكلة تلوث الهواء مشكلة شائعة وهي تشمل جميع منطقة سهل بادانا، حتى وإن كان عمليا لا يوجد مرورا للمركبات في المدينة التاريخية، فإن نفس معدلات الجسيمات التي تصل 10بى إم والتي تسجل في المنطقة اليابسة.
ينتج عن المواد البتروكيماوية التي توجد بميناء مارجيرا انبعاث لملوثات في الهواء وفي مياة البحيرة.هذا وقد أثبتت دراسة حديثة أن كمية المواد المنبعثة في الهواء تنقسم حسب قطاع النشاط.فنفراء أنه في عام (1999)انبعث 23ألف طن من أكسيد النتروجين و27ألف طن من أكسيد الكبريت 1500 طن من الجسيمات العالقة والمعادن مثل الحديد بنسبة 9 طن، والنحاس بنسبة 3 طن، والقصدير 1,9 طن.إذ كان ينظر إلى الصناعة في بداية القرن العشرين على أنها مصدر للرخاء الاقتصادى والتقدم، فإنه نمى في العقدين الأخيرين اتجاه مناقض ومفزع، فقضية البتروكيماويات التي شوهدت تواجه من قبل العمال، وعائلاتهم الذين يعملون في البتروكيماويات ومن السلطات المدنية (من بينها إقليم فينيتو، مقاطعة ومدينة فينيسيا بالإضافة إلى مجلس الوزراء ووزارة البيئة) والمنظمات البيئية والنقابات العمالية ضد 28 متهما ومسؤولين مدنيين، وأكبر الشركات الكيميائية (أديسون، وسينديال، وسابقا إنيكم، وشركة إنى ومونتى فيبر).لقد أغلقت القضية في مايو عام 2006 بحكم قضائي بالإلغاء.
في قطاع الطاقة (المياة، والكهرباء، والغاز) يعمل 2.214 عاملا. يبلغ عدد الملاحق الصناعات الكيميائية 7.176 وصناعات التعدين 9.203 والإسكان 7.144 وتشمل الصناعات الأخرى 4.983ألف عامل.

### الخدمات
القطاع الرئيسى في فينيسيا هو الخدمات.ففى التجارة يعمل 35,629 وحدة، وفي مجال وسائل النقل والاتصال 7,346 وحدة، وفي الائتمان والتأمين 22,262, والخدمات الأخرى والإدارة العامة 27,570 ألف وحدة.

## السياحة
تعتبر مدينة فينيسيا أكبر مدينة إيطالية من حيث عدد السياح الذين بلغ عددهم عام 2002 إلى 29.326.000 مليون سائح بالنسبة إلى روما يقدر عدد السياح بها نحو 19.486.000 وفي فرنسا يبلغ عدد السياح 9054.000ألف سائح مع ملاحظة وجود زيادة في أعداد السياح الأجانب على حساب الإيطاليين خاصة من الدول الآسيوية التي جاء منها نسبة سياحة عالية وذلك عام 2006. هذا التدفق ثابتا حتى وإن زاد قليلا وقت الكرنفال وفي شهرى مايو وأكتوبر.

## المواصلات
البندقية هي عبارة عن أكثر من مائة جزيرة ملتصقة كانت وما زالت من أصعب أماكن التنقل عمليا وهندسيا. طرق التنقل في البندقية محصورة في القوارب الكلاسيكية المتوفرة بكثرة في المدينة والتي يطلق عليها اسم «الغندول» أو الجناديل وبعض الشوارع خارج قلب المدينة وفي القرن التاسع عشر تم توفير سكة حديد إلى البندقية وتقع خارج مركز المدينة أيضا. في القرن العشرين تم بناء شارع رئيسي يوصل إلى المدينة ومواقف عامة.
تعتبر المدينة مثالية من ناحية عدم استخدام السيارات والشاحنات على مستوى أوروبا والعالم. يمكن الوصول إلى البندقية جواَ عن طريق مطار تم بناؤه مؤخرا ليخدم البندقية والضواحي المحيطة بها وهو مطار ماركو بولو الدولي.

### الطرق
- نظام الطريق السريع في فينيسيا.

شبكة الطرق السريعة في البندقية

- يعد الطريق البرى بمدينة البندقية نقطة انطلاق هامة خاصة لحركة المرور من وإلى غرب ووسط أوروبا.
- الطرق السريعة هي:

1. طريق أ فور تورينو –تريستى: المتجه إلى ميلانو وتورينو (علاوة على وسط وجنوب إيطاليا ومن بادوفا باسم أ 13) وتريستى وسلوفينيا.
2. أ27 ميسترى – بيان دى فيدوفا: بيلونى ومنطقة دولوميتيكا.
3. أ57 الطريق الدائرى بميسترى.
4. إس أر 11 بادونا سوبيريورى: المتجه لتورينو وشارع ميلانو.
5. إس إس 13 بونتيبانا «تيرالليوا»: المتجه للنمسا وشارع تريفيزو وبردينونه وأودينه.
6. إس إس 14 فينيسيا جوليا : المتجه للساحل، وتريستى وسلوفينيا.
7. إس إس 309 روميا : المتجه نحو رافيننا.

ترتبط الشبكة بأكملها بالمركز التاريخي من خلال جسر الحرية الذي يربط المنطقة اليابسة بشارعين رئيسين بالمدينة.
كما أن جزيرة ترونكيتو، المخصصة للتدفق السياحى والخاص، مزودة بمواقف سيارات مع خطوط لعبورالقوارب وخطوط الملاحة في المنطقة الحضرية.من ترونكيتو، منذ إبريل عام 2010أصبح الوصول لمدينة «بيدوناله» أكثر سرعة وذلك بفضل نظام النقل الذي يسمى «بيبول موفر».
تعتبر ساحة روما، موقفا لخطوط الأتوبيسات الحضرية والضواحى وللتبادل مع خطوط الملاحة الحضرية.

### السكك الحديدية

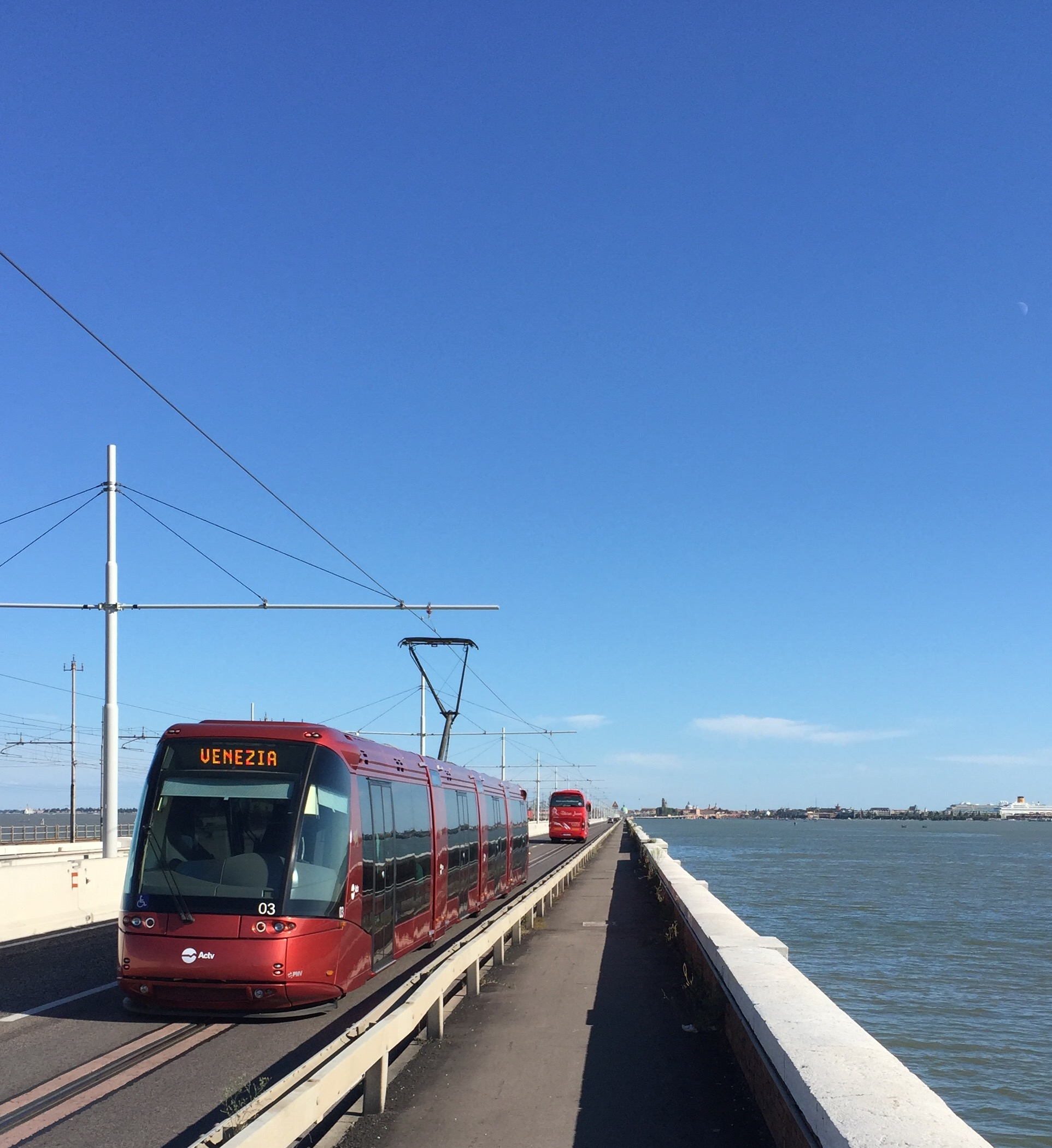
وصول ترام إلى البندقية وهو على جسر الحرية (Ponte della Libertà)

تعتبر فينيسيا منطقة تقاطع سكك حديدية هامة بشمال شرق إيطاليا حيث تلتقى خطوط السكك الحديد التالية:
- ميلانو – فينيسيا: تربط الإقليم بشمال غرب إيطاليا.ويربط أيضا القطارات المتجهة نحو غرب ووسط إيطاليا ثم إلى بادوفا حيث منها يمتد خط بادوفا –بولونيا
- فينيسيا – تريستى: يربط بين سلوفينيا وأوروبا الغربية ودول البلقان
- فينيسيا –أودينة: يسمح بالربط بين جنوب إقليم فينيتو بكونجيليونه، كما يربط المدينة الخط بجسر جبال الألب، والنمسا، ووسط وجنوب أوروبا.
- ترينتو- فينيسيا

يتم توزيع القطارات بمحطة فينيسيا ميسترى ومنها تسير قطارات السكك الحديدية المتجهة على طول جسر الحرية حتى تصل إلى محطة فينيسيا سانتا لوتشا، التي تقع في الطريق الغربي من المدينة وهي واحدة من القطارات التي يخدمها اكسبرس الشرق الشهير "سيمليون /البندقية.

### الموانئ
يعد ميناء البندقية سادس أكبر ميناء في إيطاليا من حيث حجم الحركة التجارية.فحركة البضائع العابرة تصل إلى 6% من إجمالي النقل الوطني حيث وصل إلى 29 ألف طن في عام 2004. كما انخفضت بشكل نسبى حركة المسافرين. وصل إجمالي حركات الشحن والتفريغ إلى 1.365.375 وحدة وهذا يمثل 3,06% من الناتج القومى عام 2005. ومن الملاحظ أن70%من حركة المسافرين تعطى إلى قطاع النقل بالقوارب، والذي أضيف له قيمة عالية. علاوة على هذا فمعدل الزيادة في هذا سريعا للغاية : ففى عشر سنوات انتقل من أقل من نصف مليون إلى 1.453.513 مليون مسافر (في عام 2006). مما جعل من المدينة أول ميناء ايطالى وواحدا من أوائل الموانئ في العالم.
تدخل السفن الموانئ من خلال «ثغور الميناء» وهما ليدو ومالاموكو. وتنتشر الأرصفة على جزء كبير من الأراضي وتقسم حسب الوظيفة المنوطة بها.
يتركز على الجزء اليابس وعلى ميناء مارجيرا الحركات التجارية خاصة السفن التي تحوى ناقلات النفط التي تغذى المنطة الصناعية.
ترسو في المركز التاريخي وفي محطة «ماريتتيما» السفن المتجهة إلى اليونان وتركيا والسفن الكبيرة.
كما نجد في المركز التاريخي وخاصة على طول ضفاف ال«سته مارتيرى» رسو اليخوت الخاصة.

### المطارات

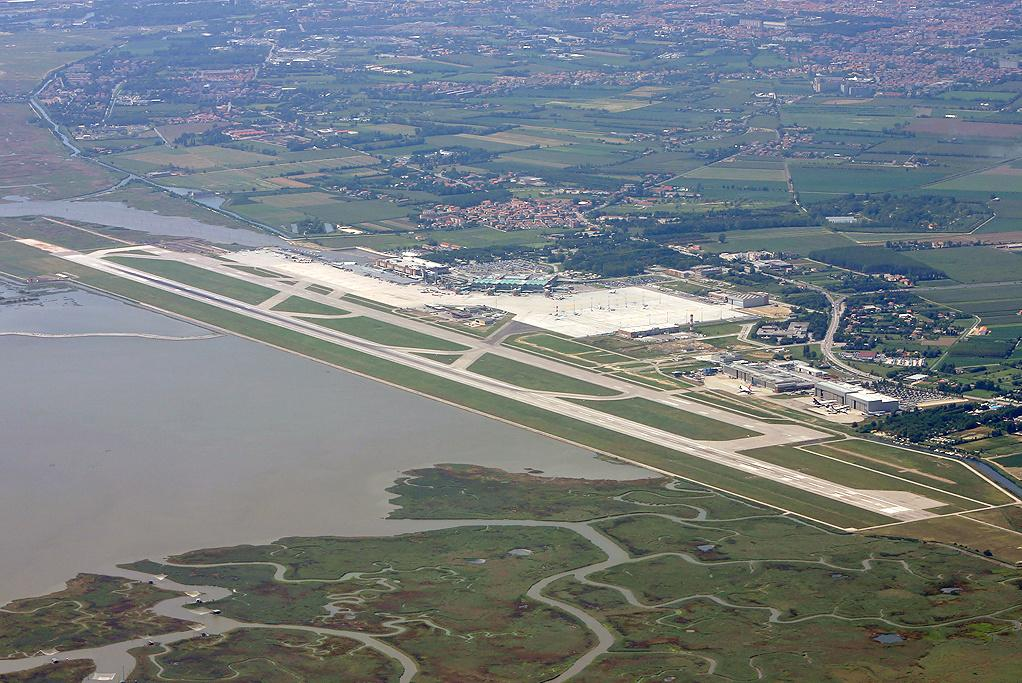
صورة جوية لمطار البندقية ماركو بولو

في المنطقة اليابسة في حي «تيسيرا» يقع مطار سان باولو، الذي يعد ثالث مطار في إيطاليا من حيث عدد المسافرين الذين يبلغ عددهم 1.983.7 مليون راكبا أي حوالى 4,0% من الرحلات الداخلية و3.809.586 رحلة طيران دولية والذي يمثل 6,6% من الرحلات، وهو الرابع من إجمالي الحركات بحوالي 73.458 رحلة طيران أي ما يعادل 5,7% من إجمالي الرحلات التي تقوم بها شركات الطيران الإيطالية وذلك عام (2004)
ولنقل البضائع، فمطار تيسيرا هو ثاني أكبر مطار ازدحاما بعد مطار «تريفيزو سان أنجيلو» بالنسبة لحركة البضائع التي تصل إلى 12.341 ألف طن أي ما يوازى 1,5 من إجمالي الوطني وذلك عام (2005).

### وسائل المواصلات الحضرية
علاوة على شبكات النقل الطبيعية لوسائل المواصلات العامة الحضرية (الأتوبيس والترام)والتي تخدم المنطقة اليابسة وجزيرتى ليدو وباليسترينا، يرتبط المركز التاريخي وجزر البحيرة بشبكة خطوط بحرية قامت بعملها شركة «أكتف» والتي بواسطتها تم استخدام وسائل مواصلات متسعة ومختلفة طبقا للإحتاجات:
1. - سفن بخارية صغيرة: تستخدم في الخطوط الداخلية الحضرية والتي تمر بالقناة العظمى، بسعة حوالى 250 شخص.
2. زوارق: تستخدم في الخطوط الحضرية للطواف البحري حول الجزيرة نظرا لسرعتها الفائقة وقلة ارتفاعها نظرا لأنها تسير أسفل جسور منخفضة.هذه الزوارق تستوعب 150 فردا.
3. زوارق خارج حدود المدينة: تستخدم للربط بين الجزر الصغيرة والكبيرة. تسع لما يقرب من 250-350 فردا.
4. القوارب البخارية: تستخدم للربط بين الجزر الكبيرة بسبب قدرتها العالية وعملها تحت أي ظروف مناخية، وبفضل أجهزتها التي تحتوى على رادار تتسع هذه القوارب لتأخذ 1200 فرد.وهي الوسائل الوحيدة القادرة على الإبحار في حالات الضباب الشديد. على الرغم من أنه في عام 2000 قد استطدمت سفينة بحرية بناقلة بضائع أجنبية ولازت بالفرار. وقد تسببت هذه السفينة في وجود جرحى.
5. سفن الإنزال والتي تسمى أيضا «فيرى بوت»: تستخدم هذه السفن لنقل العربات وعربات القطارات. يبلغ عدد هذه السفن نحو 70 تنتقل من وإلى جزر الليدو. ما بين جزيرتى الليدو وباليسترينا توجد عبارة ذات سعة أقل، حوالى 40 وسيلة والتي تعمل مع خط الأتوبيس الذي يقطع الجزيرتين من الداخل.

من بين وسائل المواصلات المائية المتوفرة بالموانى ئ يوجد ما يسمى «طوف بونتون» والذي يتكون من «بونطونات» عائمة راسية على دعائم صلبة ومتصلة بالضفة من خلال عدة جسور للنزول. يوجد منها المئات ذات أنواع مختلفة وهي منتشرة بالمدينة وبمنطقة البحيرات.
في مجال النقل العام تعمل منذ 1999 شركة «أليلجونا» وهي شركة خاصة بمشاركة عامة بنحو 30% من شركة أكتف وهي تساعد على الربط بين الطريق المائي ما بين مطار فينيسيا والمركز التاريخي. لا تدخل تعريفة أليلجونا ضمن تعريفة أكتف.
يحدث تبادل بين فينيسيا – بياتسالة روما وليدو – سانتا ماريا إليزابيتا ما بين النقل العام المائي والنقل على المطاطات.كما يوجد اتصال من هذا وإلى نهاية منطقة فوزينا، والمطار وبونتا سابينه بإقليم كافاللينو-تريبورتى.وفيما يتعلق بالتوصيلات العامة يوجد قيد الإنشاء خط "تراميفاريا دى كولليجامنتو والذي يربط مابين فينيسيا وميسترى.
نشيط أيضا «بيبول موفر» الذي يربط ساحة روبا بجزيرة ترونكيتتو.
منذ الأول من شهر مايو دخل حيز التنفيذ نظام التذاكر الإلكترونية والذي يسمى إموب.
في مجال النقل العام في المدينة التاريخية نجد خدمة التاكسى على السفن العاملة نشيطة مثلها مثل أي وسيلة مواصلات عامة في المدينة.

### النقل البحري

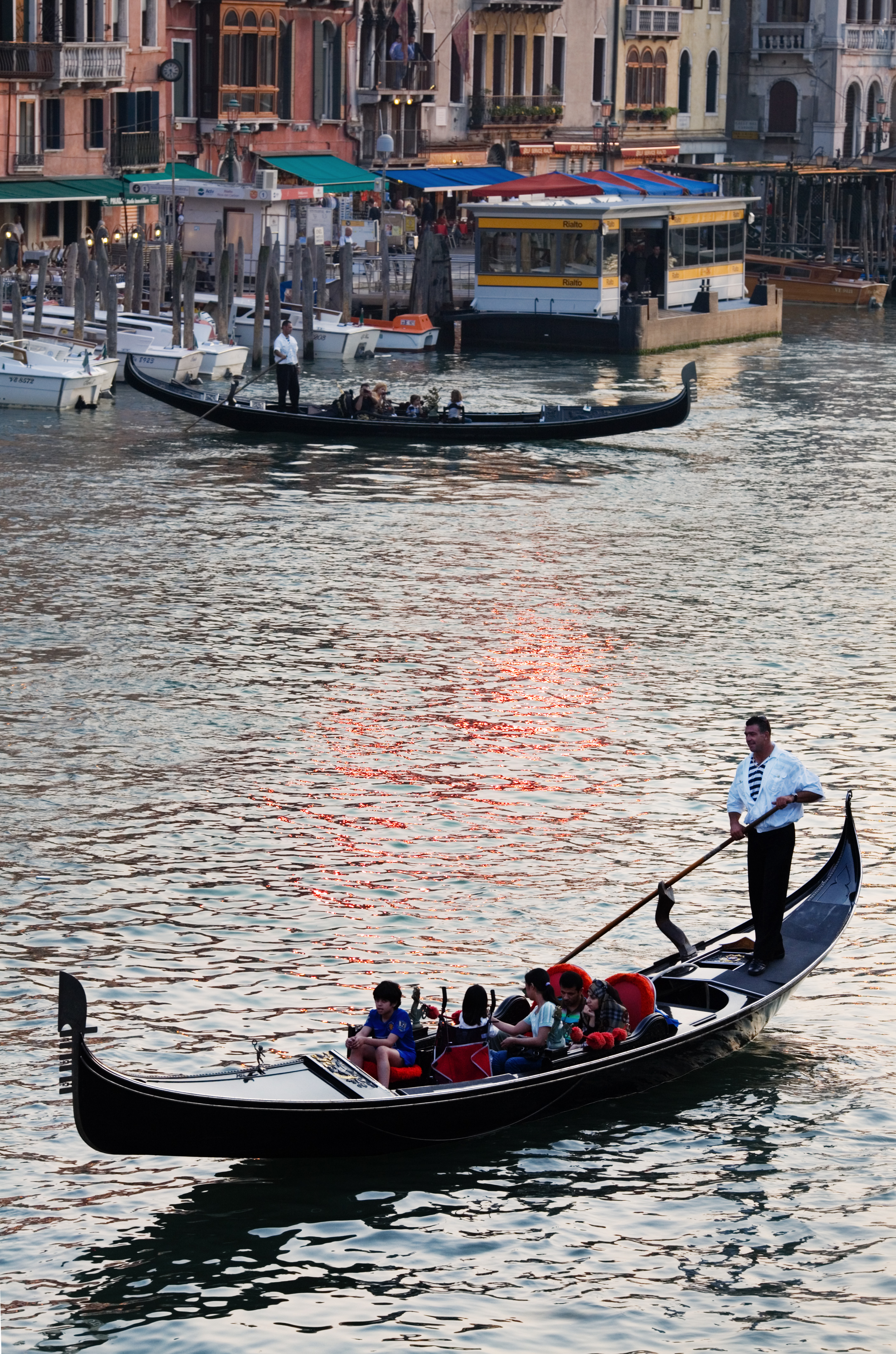
غندول في البندقية

نظرا لطبيعة المدينة، فإن الطرق البحرية تستخدم باعتبارها وسيلة رئيسة للنقل.يوجد في فينيسيا العديد من أنواع القوارب التي لها استخدامات مختلفة. الأكثر تميزًا بالطبع هو الجندول.
نظرا لطبيعته في التحرك وسرعته، كان حتى وصول وسائل المواصلات التي تعمل بمحرك، وسيلة الإبحار الأكثر ملائمة لنفل الأشخاص بفينيسيا. تاريخيا تم تشييدها وتخزينها في حاوات يطلق عليها اسم «سكويرى أو حوض بناء السفن» مثل حوض سان تروفازو. تستخدم اليوم هذه المواصلات البحرية لأهداف سياحية وأيضا للاحتفالات مثل حفلات الزفاف والمواكب الجنائزية والأحداث الرياضية مثل احتفال «ريجاتا ستوريكا» أو سباق الزوارق التاريخية.
للنقل الخاص توجد مطاطات بحرية ذات أبعاد وأشكال مختلفة، الأكثر عددا النموذج الفينيقى.توجد لهذه السفن الخاصة شبكة خدمات وأساطيل للتشييد والصيانة مزودة بالوقود ومراسى خاصة سواء كانت مؤقتة أو لها حق الامتياز.
يتبع الأشخاص والخدمات العامة وأيضا البضائع في المدينة التاريخية نظام نقل مزدوج مائي –أرضى فحلقة الوصل لهذا النظام هو جزيرة ترونكيتو حيث يتم تفريغ الشاحنات وإعادة التحميل على السفن البحرية التي توزعها في جميع أنحاء المدينة (العكس). وبالمثل فإن أي أنشطة أخرى تتعلق بالعمل تكون مزودة بوسائل مواصلات بحرية تسمح للقيام بأشغالهم.
في المركز التاريخي نجد جميع الخدمات العامة والإدارات العامة مزودة بالفعل بسفن بحرية لاستخدامات مختلفة من الخدمة الصحية لحالات الطوارئ الصحية حيث تلتقى وسائل النقل البحرية الخاصة بشرطة الدولة وقوات الدرك وحرس القوات المسلحة والقوارب المخصصة انقل المرضى والخدمات الطبية الطارئة والملحة وقوارب المضادة للحرائق وقوات خفر السواحل والشرطة المحلية وشرطة الإقليم والمنطقة البحيرية وقوارب التابعة لشرطة السجون وخدمات البريد والقمامة أو ما يتعهد بدفنها. تستخدم العديد من المؤسسات السفن البحرية خصيصا لمنطقة البحيرات بإقليم فينيتو.

## الرياضة
ظهر في بداية القرن العشرين واحد من أقدم الأندية الرياضية في إيطاليا وهو فريق فينيسيسا كالتشو متخذًا اللون الأسود والأخضر عام 1907. استمر الفريق لأكثر من عشرين عاما مشاركًا في دوري الدرجة الأولى. في عام 1987، وبعد دمجه مع فريق ميستري أضيف إليه اللون البرتقالى.أسس حاليا فريق جديد يسمى إف بي سي يونيونه فينيسيا الذي شارك في دوري الدرجة الأولى لموسم 2009/2010 في أعقاب هزيمة الفريق القديم سي سي فينيسيا كالتشو. بالنسبة للعبة الرجبي، ظهر نادى فينيسيا ميستري رجبي عام 1986. وفي لعبة السلة ظهر عام 1872 نادى ريال فينيسيا. كما اتخذ فريق لاكومبانيا ديلا فيلا مقرا له بسان ماركو. وهذا الأخير تأسس عام 1911 وفاز بكأس لويس فوتسون وبكأس أمريكا الثالث والعشرين مع فريق المورو دي فينيسيا.
بالإضافة إلى الرياضات المائية، والسباحة، وكرة المياه، ظهر نظام خاص في عالم التجديف بفينيسيا.
يعقد في المدينة العديد من سباقات القوارب التقليدية طوال العام، وتبلغ ذروتها في المسابقات السنوية التي تجرى بمناسبة القوارب التاريخية «لا ريجاتا ستوريكا». يوجد منذ عام 2008 أيضا فريق كرة قدم أمريكية يسمى «أيس لاند فينيسيا» والذي يلعب في بطولة الدوري الممتاز.

## وصلات خارجية
- فينيبيديا - موسوعة ويكي مكرسة للبندقية تحوي على أكثر 19 ألف مقالة حول المدينة
- الموقع الرسمي لمدينة البندقية (بالإيطالية)
- البندقية عاصمة الثقافة الأوروبية لعام 2019
- Geschichte Venedigs (بالألمانية)

- أرشيفات البندقية (بالإيطالية)
- مؤسسة متاحف البندقية المدنية (بالإيطالية/بالإنجليزية)
- مؤسسة جورجيو تشيني (بالإيطالية/بالإنجليزية)